# Bósnia e Herzegovina
A Bósnia-Herzegovina (português europeu) ou Bósnia e Herzegovina (português brasileiro) (ou, de forma abreviada, Bósnia; em bósnio, croata e sérvio: Bosna i Hercegovina, pronunciado AFI: [bôsna i xěrt͡seɡoʋina]; em alfabeto cirílico: Босна и Херцеговина) é um país do sudeste da Europa. Situado na Península Balcânica, faz fronteira com a Sérvia a leste, Montenegro a sudeste e Croácia a norte e sudoeste, com uma costa de 20 quilômetros (12 milhas) no Mar Adriático, a sul. A Bósnia tem um clima continental moderado, com verões quentes e invernos frios e com neve. Sua geografia é predominantemente montanhosa, especialmente nas regiões central e oriental, dominadas pelos Alpes Dináricos. A Herzegovina, região menor ao sul, tem clima mediterrâneo e é predominantemente montanhosa. Sarajevo é a capital e a maior cidade do país.
A região é habitada desde pelo menos o Paleolítico Superior, com assentamentos humanos permanentes que remontam às culturas neolíticas de Butmir, Kakanj e Vučedol. Após a chegada dos primeiros indo-europeus, a região foi povoada por várias civilizações ilírias e celtas. A maior parte da Bósnia moderna foi incorporada à província romana da Dalmácia em meados do século I a.C. Os ancestrais dos povos eslavos do sul modernos chegaram entre os séculos VI e IX. No século XII, o Banato da Bósnia foi estabelecido como a primeira política independente da Bósnia. Gradualmente, evoluiu e se expandiu para o Reino da Bósnia, que se tornou o estado mais poderoso dos Balcãs ocidentais no século XIV. O Império Otomano anexou a região em 1463 e introduziu o islamismo. Do final do século XIX até a Primeira Guerra Mundial, o país foi anexado à monarquia austro-húngara. No período entre guerras, a Bósnia e Herzegovina fazia parte do Reino da Iugoslávia. Após a Segunda Guerra Mundial, recebeu o status de república plena na recém-formada República Socialista Federativa da Iugoslávia. Em 1992, após o desmembramento da Iugoslávia, a república proclamou sua independência. Isso foi seguido pela Guerra da Bósnia, que durou até o final de 1995 e terminou com a assinatura do Acordo de Dayton.
A Bósnia tem cerca de 3,4 milhões de habitantes, compostos principalmente por três grupos étnicos principais: bósnios, que formam aproximadamente dois quintos da população, seguidos pelos sérvios, com um terço, e croatas, com um quinto; as minorias incluem judeus, ciganos, albaneses, montenegrinos, ucranianos e turcos, que estão entre as 17 “minorias nacionais” reconhecidas. A Bósnia e Herzegovina tem um legislativo bicameral e uma presidência composta por um membro de cada um dos três principais grupos étnicos. O poder do governo central é altamente limitado, uma vez que o país é amplamente descentralizado; ele compreende duas entidades autônomas — a Federação da Bósnia e Herzegovina e a Republika Srpska — e uma terceira unidade, o Distrito de Brčko, governado por seu próprio governo local.
A Bósnia e Herzegovina é um país em desenvolvimento. Sua economia é dominada pela indústria e pela agricultura, seguidas pelo turismo e pelos serviços; o turismo tem crescido significativamente nos últimos anos. O país possui um sistema de segurança social e saúde universal, e o ensino básico e secundário é gratuito. A Bósnia-Herzegovina é um país candidato à adesão à UE e também é candidato à adesão à OTAN desde abril de 2010.

## Etimologia
A primeira menção amplamente reconhecida da Bósnia está em "Sobre a Administração Imperial", um manual político-geográfico escrito pelo imperador bizantino Constantino VII em meados do século X (entre 948 e 952), descrevendo a "pequena terra" (χωρίον em grego) de "Bosona" (Βοσώνα), onde moram os sérvios.
Acredita-se que o nome tenha derivado do hidrônimo do rio Bosna que atravessa o coração da Bósnia. De acordo com o filólogo Anton Mayer, o nome "Bosna" poderia derivar do ilírio "Bass-an-as", que derivaria da raiz proto-indo-européia "bos" ou "bogh" — significando "água corrente". De acordo com o medievalista inglês William Miller, os colonos eslavos na Bósnia "adaptaram a designação latina [...] basante, ao seu próprio idioma, chamando o riacho de Bosna e a si próprios bósnios [...]".
O nome Herzegovina ("herzog's [terra]", da palavra alemã para "duque") se origina do título do magnata bósnio Stjepan Vukčić Kosača, ""Herceg (Herzog) of Hum and the Coast" (1448). Hum, anteriormente Zaclúmia, foi um principado medieval que foi conquistado pelo Banato da Bósnia na primeira metade do século XIV. A região foi administrada pelos otomanos como sanjaco da Herzegovina (Hersek) dentro do eialete da Bósnia até a formação do breve eialete da Herzegovina na década de 1830, que ressurgiu na década de 1850, após o qual a entidade tornou-se comumente conhecida como Bósnia e Herzegovina.
Na proclamação inicial da independência em 1992, o nome oficial do país era República da Bósnia e Herzegovina, mas após o Acordo de Dayton em 1995 e a nova constituição que o acompanhava, o nome oficial foi alterado para Bósnia e Herzegovina.

## História

### História antiga

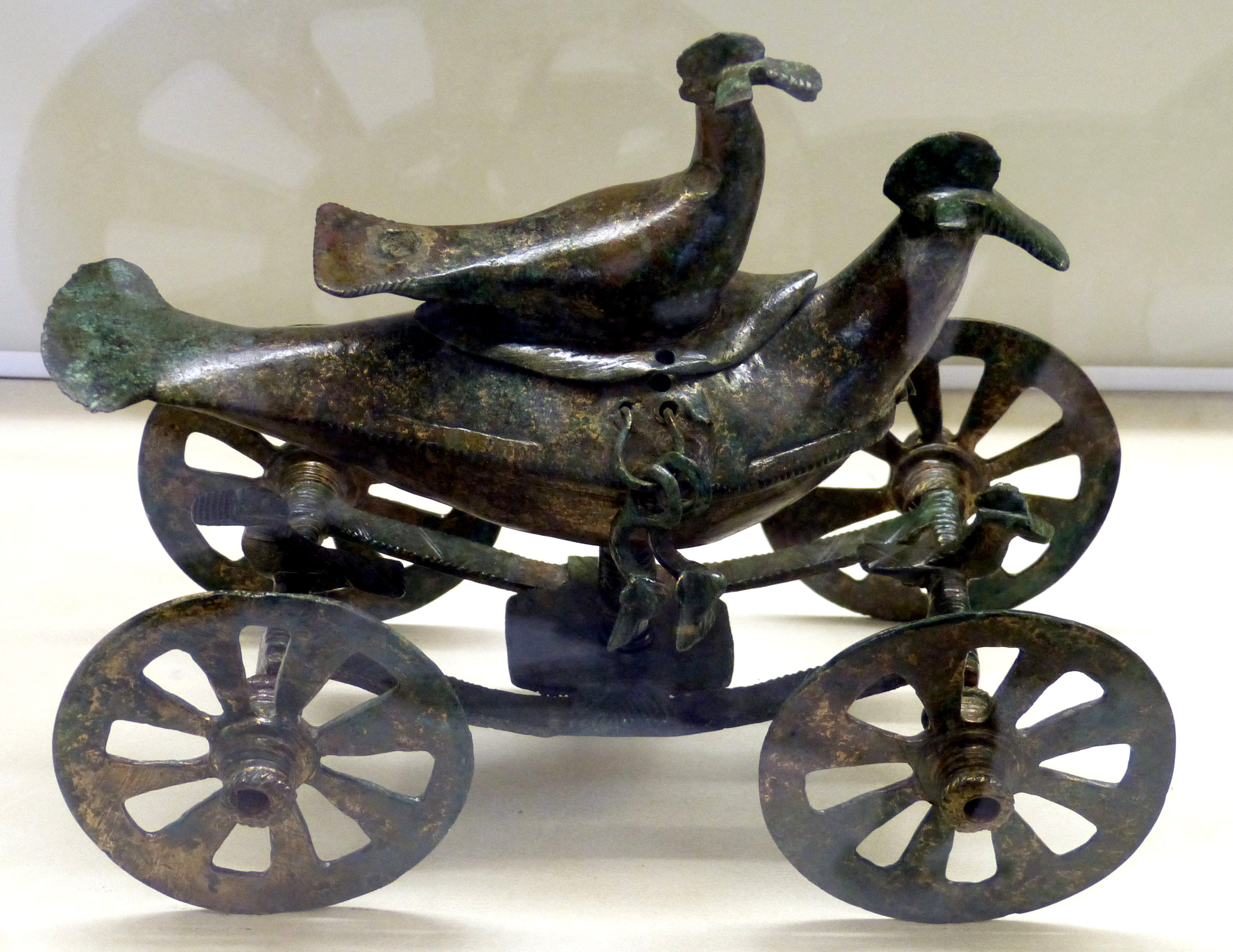
Carruagem da Idade do Ferro proveniente de Banjani, perto de Sokolac

A Bósnia é habitada desde pelo menos a era paleolítica. Notavelmente, a caverna Badanj, perto de Stolac, apresenta uma das mais antigas gravuras rupestres conhecidas, retratando uma figura animal que se acredita ser um cavalo, datada de aproximadamente 13.000 a 12.000 a.C. Durante o período Neolítico, culturas significativas como a Butmir e a Kakanj surgiram ao longo do rio Bosna. A cultura Butmir, que floresceu entre 5100 e 4500 a.C., é conhecida por suas cerâmicas distintas e estatuetas antropomórficas. Escavações perto de Sarajevo revelaram cerâmicas com decorações complexas e estatuetas humanas realistas dessa cultura.
A partir do século VIII a.C., as tribos ilírias evoluíram para reinos. Os reinos e dinastias ilírios mais notáveis foram os de Bardylis, dos dardanos, e de Agron, dos ardiaei, que criou o último e mais conhecido reino ilírio. Agron governou os ardiaei e estendeu seu domínio a outras tribos também.
A partir do século VII a.C., o bronze foi substituído pelo ferro, após o que apenas joias e objetos de arte continuaram a ser feitos de bronze. As tribos ilírias, sob a influência das culturas Hallstatt ao norte, formaram centros regionais ligeiramente diferentes. Partes da Bósnia Central eram habitadas pela tribo dos desitiatas. A cultura Glasinac-Mati da Idade do Ferro está associada à tribo Autariatae.
Um papel muito importante na vida deles era o culto aos mortos, que se refletia nos cuidados com os enterros e cerimônias fúnebres, bem como na riqueza dos túmulos.

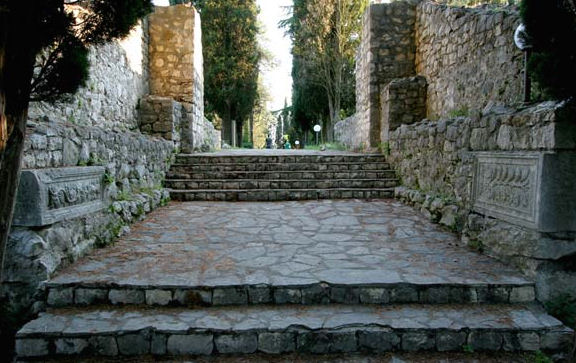
Mogorjelo, uma antiga villa rústica romana do século IV, perto de Čapljina

No delta do rio Neretva, no sul, houve importantes influências helenísticas da tribo ilíria dos Daors. A sua capital era Daorson, em Ošanići, perto de Stolac. Daorson, no século IV a.C., era cercada por muralhas megalíticas de pedra com 5 m de altura (tão grandes quanto as de Micenas, na Grécia), compostas por grandes blocos de pedra trapezoidais. Daors fabricava moedas e esculturas de bronze únicas.
O conflito entre os ilírios e os romanos começou em 229 a.C., mas Roma só concluiu a anexação da região em 9 d.C. Foi precisamente na atual Bósnia e Herzegovina que Roma travou uma das batalhas mais difíceis da sua história desde as Guerras Púnicas, conforme descrito pelo historiador romano Suetônio. Esta foi a campanha romana contra a Ilíria, conhecida como Bellum Batonianum. No período romano, colonos de língua latina de todo o Império Romano se estabeleceram entre os ilírios, e os soldados romanos eram incentivados a se aposentar na região.
Após a divisão do Império entre 337 e 395 d.C., a Dalmácia e a Panônia passaram a fazer parte do Império Romano do Ocidente. A região foi conquistada pelos ostrogodos em 455 d.C. Posteriormente, passou pelas mãos dos alanos e dos hunos. No século VI, o imperador Justiniano I reconquistou a área para o Império Bizantino. Os eslavos dominaram os Balcãs nos séculos VI e VII. Traços culturais ilírios foram adotados pelos eslavos do sul, como evidenciado em certos costumes e tradições, e nomes de lugares.

### Idade média

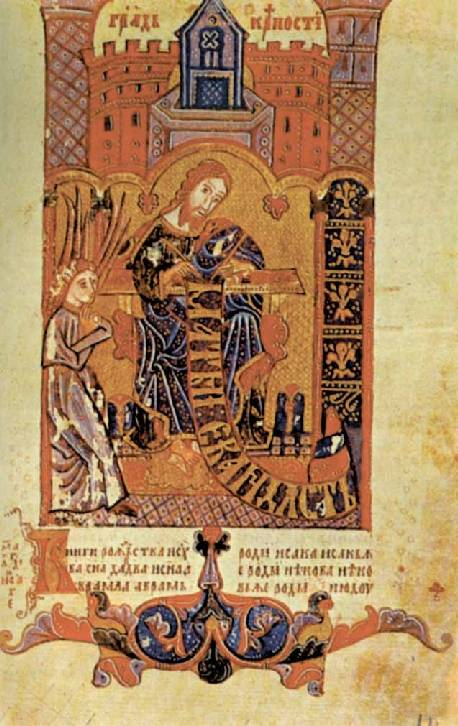
Códice de Hval, manuscrito eslavo ilustrado da Bósnia medieval

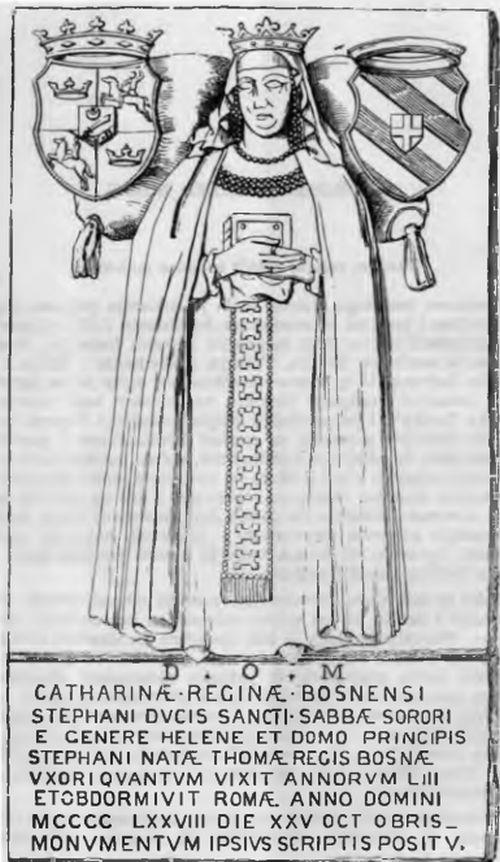
Lápide da Rainha Catarina da Bósnia, a última rainha da Casa de Kosača.

Os primeiros eslavos invadiram os Balcãs Ocidentais, incluindo a Bósnia, no século VI e início do século VII (durante o período das migrações), e eram compostos por pequenas unidades tribais provenientes de uma única confederação eslava conhecida pelos bizantinos como esclavenos (enquanto os Antes, aproximadamente, colonizaram as partes orientais dos Balcãs). As tribos registradas pelos etnônimos “sérvio” e “croata” são descritas como uma segunda migração, posterior, de diferentes povos durante o segundo quartel do século VII, que não devem ter sido particularmente numerosos; essas tribos “sérvias” e “croatas” primitivas, cuja identidade exata é objeto de debate acadêmico, passaram a predominar sobre os eslavos nas regiões vizinhas. De acordo com Noel Malcolm, os croatas tribais “se estabeleceram em uma área que correspondia aproximadamente à Croácia moderna e provavelmente também incluía a maior parte da Bósnia propriamente dita, com exceção da faixa oriental do vale do Drina”, enquanto os sérvios tribais se estabeleceram em uma área “correspondente ao sudoeste da Sérvia moderna (mais tarde conhecida como Raška) e gradualmente estenderam seu domínio aos territórios de Duklja e Hum”. John Van Antwerp Fine Jr., por outro lado, descreve a colonização dos croatas tribais como envolvendo a Croácia, a Dalmácia e a Bósnia Ocidental, com o resto da Bósnia aparentemente sendo um território entre o domínio sérvio e croata.
Acredita-se também que a Bósnia tenha sido mencionada pela primeira vez como um território (horion Bosona) na obra De Administrando Imperio, do imperador bizantino Constantino Porfirogênito, em meados do século X, no final de um capítulo intitulado “Dos sérvios e do país em que agora habitam”.  Isso foi interpretado academicamente de várias maneiras e usado especialmente pelos ideólogos nacionais sérvios para provar que a Bósnia era originalmente uma terra “sérvia”. Outros estudiosos afirmaram que a inclusão da Bósnia no capítulo foi apenas resultado do governo temporário do grão-duque sérvio Tzéstlabo da Sérvia sobre a Bósnia na época, ao mesmo tempo em que apontaram que Porfirogênito não diz em nenhum momento explicitamente que a Bósnia é uma “terra sérvia”. Na verdade, a própria tradução da frase crítica em que aparece a palavra Bosona (Bósnia) está sujeita a várias interpretações. Com o tempo, a Bósnia formou uma unidade sob seu próprio governante, que se autodenominava bósnio. A Bósnia, juntamente com outros territórios, passou a fazer parte de Dóclea no século XI, embora tenha mantido sua própria nobreza e instituições.

A Bósnia na Idade Média, abrangendo o Banato da Bósnia e o Reino da Bósnia que o sucedeu.

Na Alta Idade Média, as circunstâncias políticas levaram a que a região fosse disputada entre o Reino da Hungria e o Império Bizantino. Após outra mudança de poder entre os dois no início do século XII, a Bósnia ficou fora do controle de ambos e emergiu como o Banato da Bósnia (sob o domínio de banos locais). O primeiro bano da Bósnia conhecido pelo nome foi o Bano Borić. O segundo foi o Bano Kulin, cujo governo marcou o início de uma controvérsia envolvendo a Igreja da Bósnia – considerada herética pela Igreja Católica Romana. Em resposta às tentativas húngaras de usar a política da Igreja em relação à questão como forma de recuperar a soberania sobre a Bósnia, Kulin convocou um concílio de líderes religiosos locais para renunciar à heresia e abraçar o catolicismo em 1203. Apesar disso, as ambições húngaras permaneceram inalteradas muito tempo após a morte de Kulin em 1204, diminuindo apenas após uma invasão malsucedida em 1254. Durante esse período, a população era chamada de Dobri Bošnjani (“bons bósnios”). Os nomes sérvio e croata, embora ocasionalmente aparecessem em áreas periféricas, não eram usados na Bósnia propriamente dita.
A história da Bósnia desde então até ao início do século XIV foi marcada por uma luta pelo poder entre as famílias Šubić e Kotromanić. Este conflito chegou ao fim em 1322, quando Estêvão II Kotromanić se tornou Ban. Quando morreu, em 1353, tinha conseguido anexar territórios a norte e a oeste, bem como Zahumlje e partes da Dalmácia. Ele foi sucedido por seu ambicioso sobrinho Tvrtko que, após uma longa luta com a nobreza e conflitos entre famílias, ganhou o controle total do país em 1367. Em 1377, a Bósnia foi elevada a reino com a coroação de Tvrtko como o primeiro rei bósnio em Mile, perto de Visoko, no coração da Bósnia.
Após sua morte em 1391, porém, a Bósnia entrou em um longo período de declínio. O Império Otomano havia iniciado sua conquista da Europa e representava uma grande ameaça para os Balcãs durante toda a primeira metade do século XV. Finalmente, após décadas de instabilidade política e social, o Reino da Bósnia deixou de existir em 1463, após sua conquista pelo Império Otomano.
Havia uma consciência geral na Bósnia medieval, pelo menos entre os nobres, de que eles compartilhavam um estado comum com a Sérvia e que pertenciam ao mesmo grupo étnico. Essa consciência diminuiu com o tempo, devido às diferenças no desenvolvimento político e social, mas foi mantida na Herzegovina e em partes da Bósnia que faziam parte do estado sérvio.

### Império Otomano

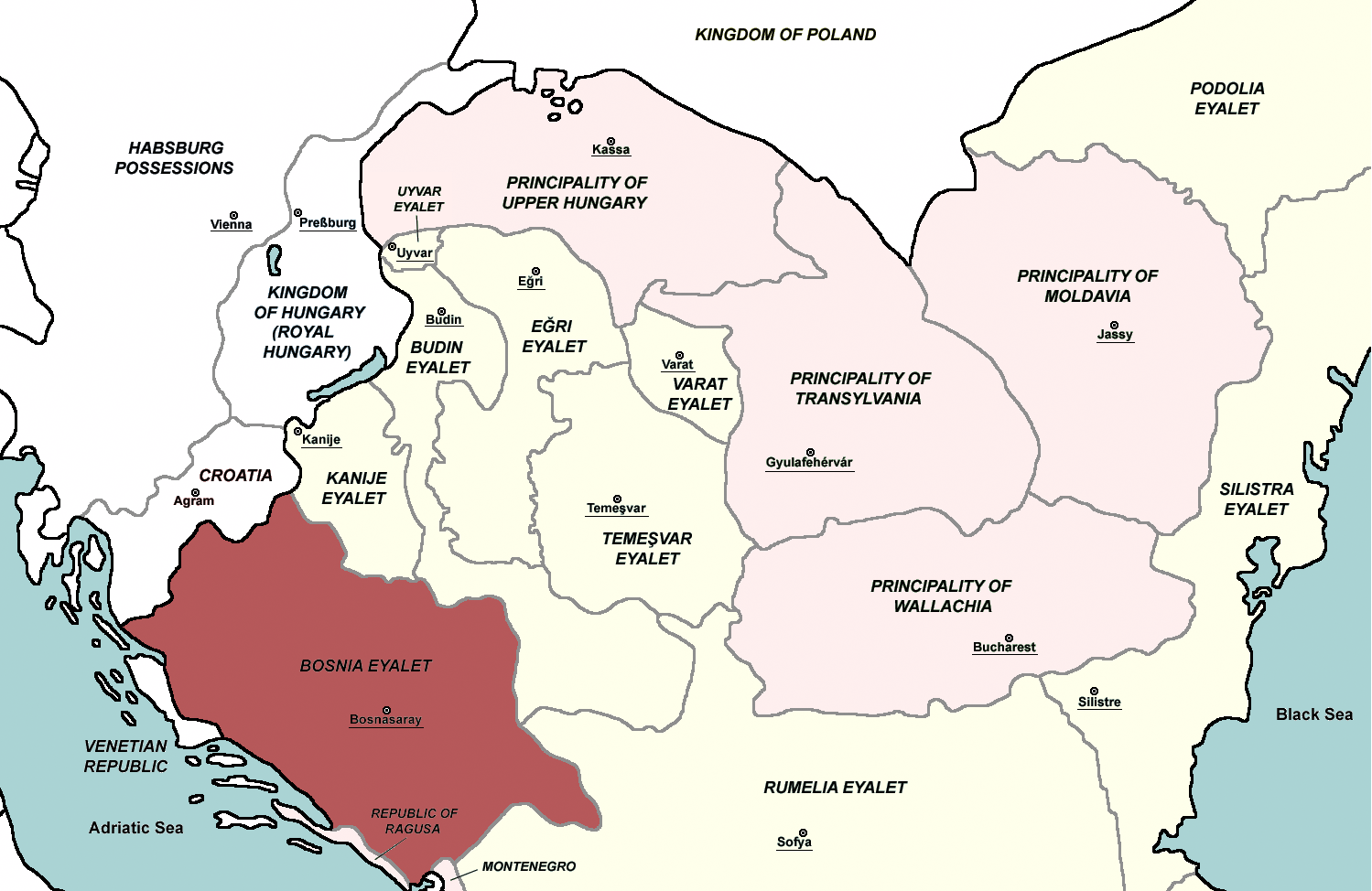
O Eyalet da Bósnia em 1683

A conquista otomana da Bósnia marcou uma nova era na história do país e introduziu mudanças drásticas no panorama político e cultural. Os otomanos incorporaram a Bósnia como uma província integrante do Império Otomano, com seu nome histórico e integridade territorial. Na Bósnia, os otomanos introduziram uma série de mudanças importantes na administração sociopolítica do território, incluindo um novo sistema de propriedade da terra, uma reorganização das unidades administrativas e um complexo sistema de diferenciação social por classe e afiliação religiosa.
Após a ocupação otomana, houve um fluxo constante de pessoas saindo da Bósnia e um grande número de aldeias abandonadas na Bósnia são mencionadas nos registros otomanos, enquanto aqueles que permaneceram acabaram se tornando muçulmanos. Muitos católicos na Bósnia fugiram para terras católicas vizinhas no início da ocupação otomana. As evidências indicam que as primeiras conversões ao islamismo na Bósnia otomana, nos séculos XV e XVI, ocorreram entre os habitantes locais que permaneceram na região, e não entre colonos muçulmanos vindos de fora da Bósnia. Na Herzegovina, muitos ortodoxos também se converteram ao islamismo. No final do século XVI e início do século XVII, considera-se que os muçulmanos se tornaram maioria absoluta na Bósnia e Herzegovina. O padre católico albanês Pjetër Mazreku relatou em 1624 que havia 450.000 muçulmanos, 150.000 católicos e 75.000 ortodoxos orientais na Bósnia e Herzegovina.
Houve uma falta de atividade da Igreja Ortodoxa na Bósnia propriamente dita no período pré-otomano. Uma população cristã ortodoxa foi introduzida na Bósnia como resultado direto da política otomana. A partir do século XV, cristãos ortodoxos (valáquios ortodoxos e sérvios ortodoxos não valáquios) da Sérvia e de outras regiões se estabeleceram na Bósnia e Herzegovina. Favorecidos pelos otomanos em detrimento dos católicos, muitos templos ortodoxos foram autorizados a ser construídos na Bósnia pelos otomanos. Muitos valáquios também se islamizaram na Bósnia, e alguns (principalmente na Croácia) se tornaram católicos.

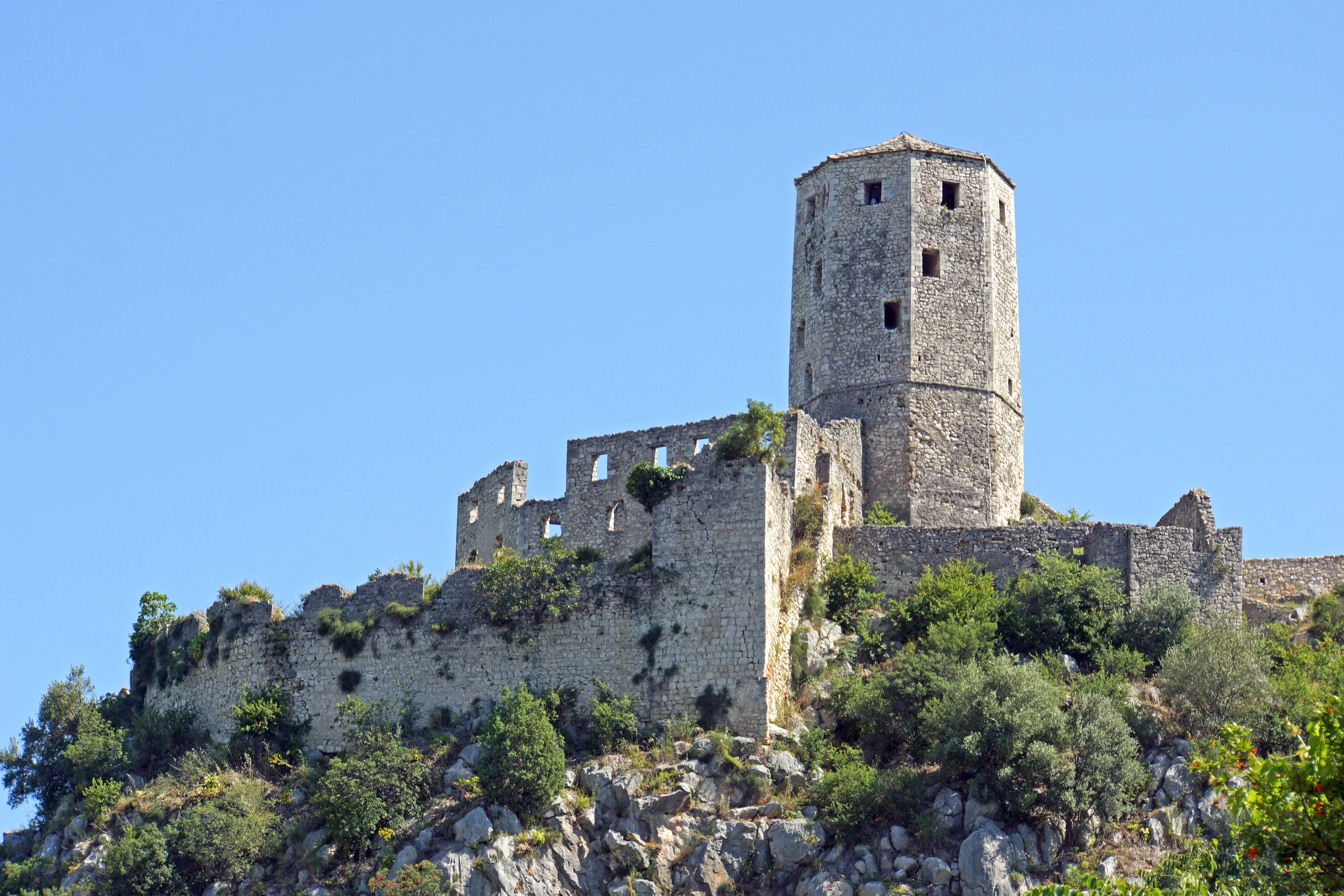
Cidadela de Počitelj em Čapljina, construída pelo rei Tordácato I da Bósnia em 1383.

Os quatro séculos de domínio otomano também tiveram um impacto drástico na composição da população da Bósnia, que mudou várias vezes como resultado das conquistas do império, guerras frequentes com potências europeias, migrações forçadas e econômicas e epidemias. Surgiu uma comunidade muçulmana nativa de língua eslava que acabou por se tornar o maior grupo étnico-religioso devido à falta de organizações cristãs fortes e à rivalidade contínua entre as igrejas ortodoxa e católica, enquanto a Igreja bósnia indígena desapareceu por completo (aparentemente devido à conversão dos seus membros ao islamismo). Os otomanos referiam-se a eles como kristianlar, enquanto os ortodoxos e católicos eram chamados gebir ou kafir, que significa “incrédulo”. Os franciscanos bósnios (e a população católica como um todo) eram protegidos por decretos imperiais oficiais e em conformidade com as leis otomanas; no entanto, na prática, estes muitas vezes apenas afetavam o governo arbitrário e o comportamento da poderosa elite local.
À medida que o Império Otomano continuava seu domínio nos Balcãs (Rumélia), a Bósnia foi de certa forma aliviada das pressões de ser uma província fronteiriça e passou por um período de bem-estar geral. Várias cidades, como Sarajevo e Mostar, foram fundadas e cresceram, tornando-se centros regionais de comércio e cultura urbana, sendo visitadas pelo viajante otomano Evliya Çelebi em 1648. Nestas cidades, vários sultões otomanos financiaram a construção de muitas obras da arquitetura bósnia, tais como a primeira biblioteca do país em Sarajevo, madraças, uma escola de filosofia sufi e uma torre do relógio (Sahat Kula), pontes como a Stari Most, a Mesquita do Imperador e a Mesquita Gazi Husrev-beg.

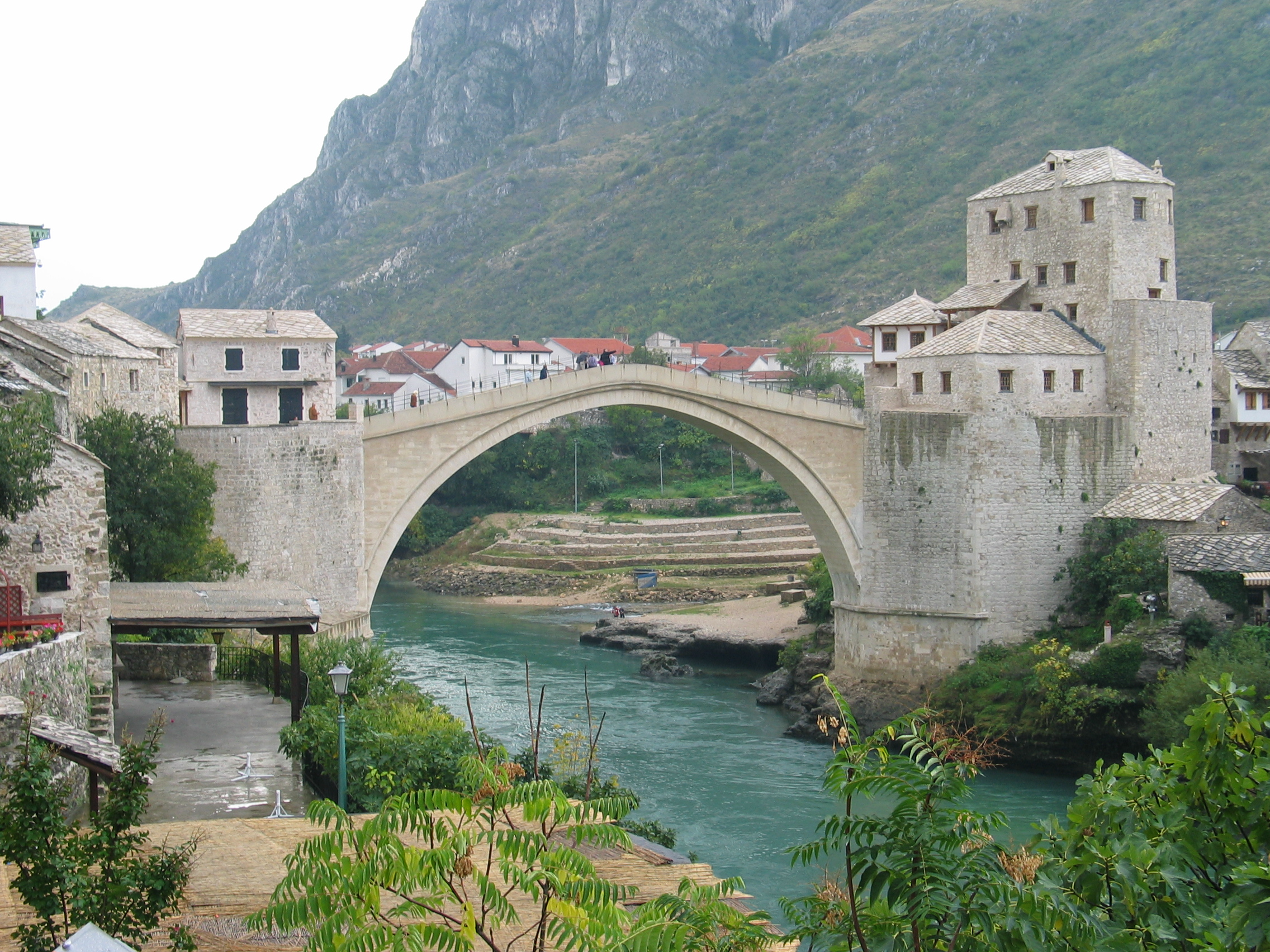
A Ponte de Mostar foi encomendada por Solimão, o Magnífico, em 1557.

Além disso, vários muçulmanos bósnios desempenharam papéis influentes na história cultural e política do Império Otomano durante esse período. Os recrutas bósnios constituíram uma grande parte das fileiras otomanas nas batalhas de Mohács e Krbava, enquanto muitos outros bósnios ascenderam nas fileiras militares otomanas para ocupar os mais altos cargos do Império, incluindo almirantes como Matrakçı Nasuh; generais como Isa-Beg Ishaković, Gazi Husrev-beg, Telli Hasan Paxá e Sarı Süleyman Paxá; administradores como Ferhad Pasha Sokolović e Osman Gradaščević; e grandes vizires como o influente Sokollu Mehmed Paxá e Damat Ibrahim Paxá. Alguns bósnios emergiram como místicos sufistas, estudiosos como Muhamed Hevaji Uskufi Bosnevi, Ali Džabić; e poetas nas línguas turca, albanesa, árabe e persa.
No entanto, no final do século XVII, os infortúnios militares do Império afetaram o país, e o fim da Grande Guerra Turca com o Tratado de Karlowitz, em 1699, tornou a Bósnia novamente a província mais ocidental do Império. O século XVIII foi marcado por novos fracassos militares, numerosas revoltas na Bósnia e vários surtos de peste. Os esforços para modernizar o Estado otomano foram recebidos com desconfiança crescente e hostilidade na Bósnia, onde os aristocratas locais tinham muito a perder com as reformas propostas pelo Tanzimat. Isso, combinado com as frustrações com as concessões territoriais e políticas no nordeste e a situação difícil dos refugiados eslavos muçulmanos que chegavam do Sanjak de Smederevo ao Eyalet da Bósnia, culminaram numa revolta parcialmente mal sucedida liderada por Husein Gradaščević, que defendia a autonomia do Eyalet da Bósnia do regime autoritário do sultão otomano Mahmud II, que perseguiu, executou e aboliu os janízaros e reduziu o papel dos paxás autónomos na Rumélia. Mahmud II enviou seu grande vizir para subjugar a Eyalet da Bósnia e só conseguiu com a ajuda relutante de Ali Paxá Rizvanbegović. As rebeliões relacionadas foram reprimidas em 1850, mas a situação continuou a deteriorar-se.
Novos movimentos nacionalistas surgiram na Bósnia em meados do século XIX. Pouco depois da separação da Sérvia do Império Otomano no início do século XIX, o nacionalismo sérvio e croata surgiu na Bósnia, e esses nacionalistas reivindicaram o território da Bósnia. Essa tendência continuou a crescer no resto dos séculos XIX e XX.
A agitação agrária acabou por desencadear a revolta Herzegovina, uma revolta camponesa generalizada, em 1875. O conflito alastrou rapidamente e acabou por envolver vários Estados balcânicos e grandes potências, uma situação que conduziu ao Congresso de Berlim e ao Tratado de Berlim, em 1878.

### Áustria-Hungria

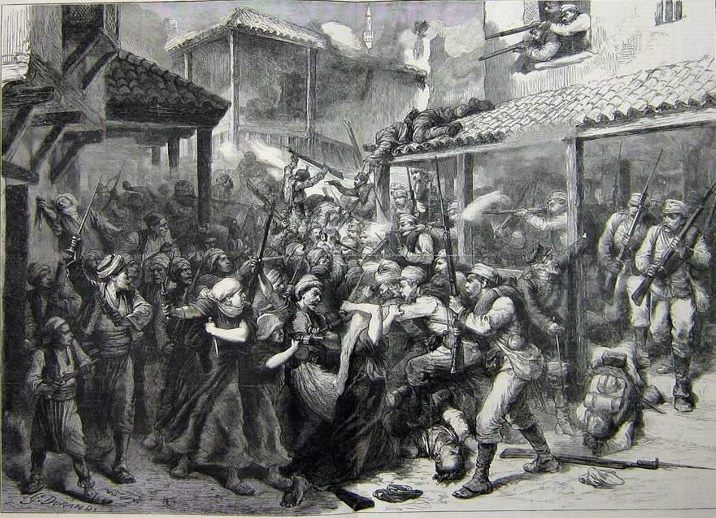
Tropas austro-húngaras entram em Sarajevo, 1878

No Congresso de Berlim, em 1878, o ministro das Relações Exteriores da Áustria-Hungria, Gyula Andrássy, conseguiu a ocupação e administração da Bósnia e Herzegovina, além do direito de estacionar guarnições no Sanjaco de Novi Pazar, que permaneceria sob administração otomana até 1908, quando as tropas austro-húngaras se retiraram do Sanjaco.
Embora os funcionários austro-húngaros tenham rapidamente chegado a um acordo com os bósnios, as tensões permaneceram e ocorreu uma emigração em massa de bósnios. No entanto, rapidamente se alcançou um estado de relativa estabilidade e as autoridades austro-húngaras puderam embarcar numa série de reformas sociais e administrativas que pretendiam transformar a Bósnia-Herzegovina numa colónia “modelo”.
O domínio dos Habsburgos tinha várias preocupações fundamentais na Bósnia. Tentou dissipar o nacionalismo eslavo do sul, contestando as reivindicações anteriores dos sérvios e croatas sobre a Bósnia e encorajando a identificação da identidade bósnia ou bósnia. O domínio dos Habsburgos também tentou promover a modernização através da codificação das leis, da introdução de novas instituições políticas e da criação e expansão de indústrias.

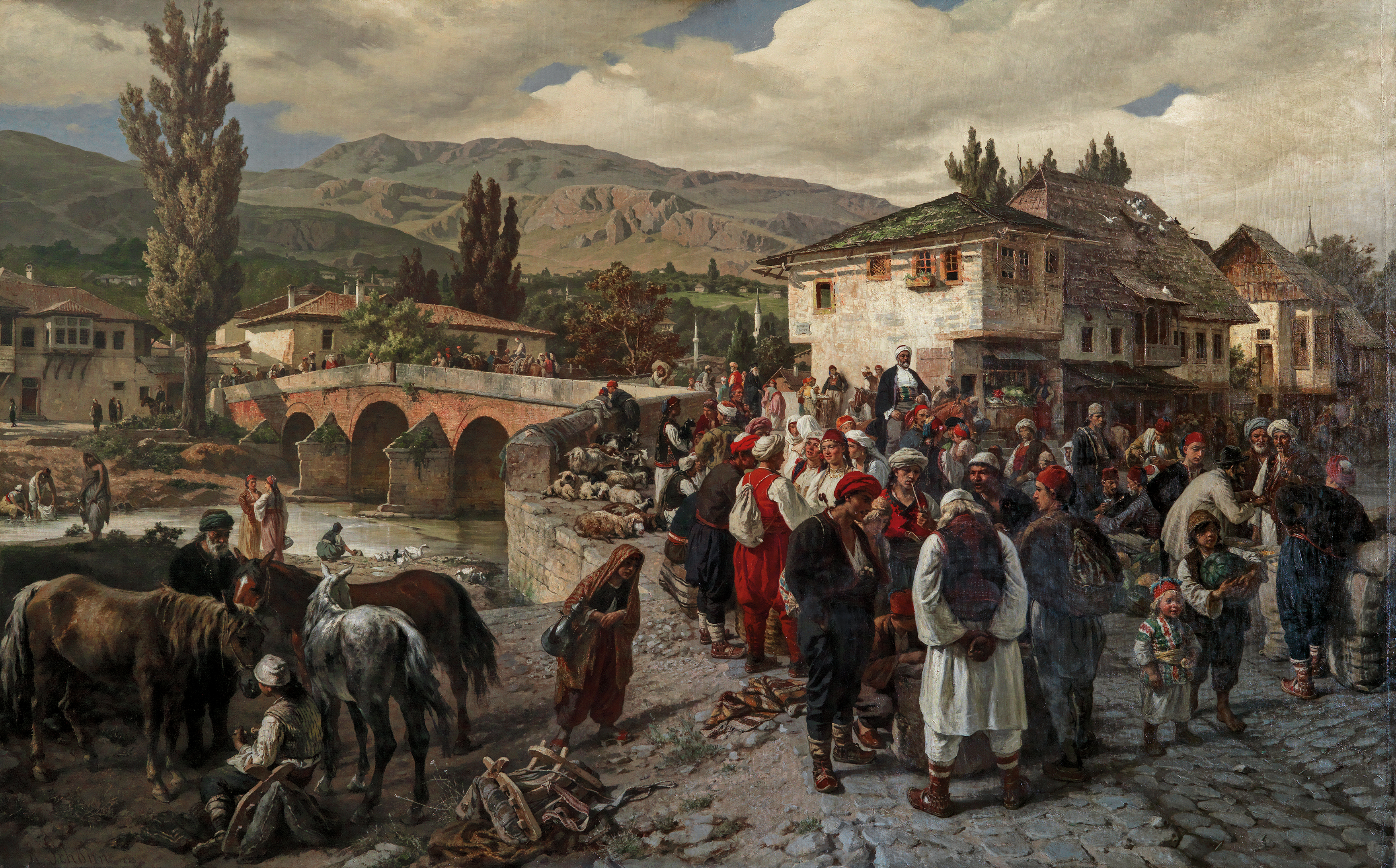
Povo de Sarajevo em 1883

A Áustria-Hungria começou a planejar a anexação da Bósnia, mas devido a disputas internacionais, a questão não foi resolvida até a crise da anexação de 1908. Vários fatores externos afetaram a situação da Bósnia e suas relações com a Áustria-Hungria. Em 1903, ocorreu um sangrento golpe na Sérvia, que levou ao poder um governo radicalmente anti-austríaco em Belgrado. Então, em 1908, a revolta no Império Otomano levantou preocupações de que o governo de Istambul pudesse buscar a devolução total da Bósnia e Herzegovina. Esses fatores levaram o governo austro-húngaro a buscar uma solução permanente para a questão bósnia o mais rápido possível.
Aproveitando a agitação no Império Otomano, a diplomacia austro-húngara tentou obter a aprovação provisória da Rússia para mudanças no status da Bósnia e Herzegovina e publicou a proclamação de anexação em 6 de outubro de 1908. Apesar das objeções internacionais à anexação austro-húngara, os russos e seu estado cliente, a Sérvia, foram obrigados a aceitar a anexação austro-húngara da Bósnia e Herzegovina em março de 1909.

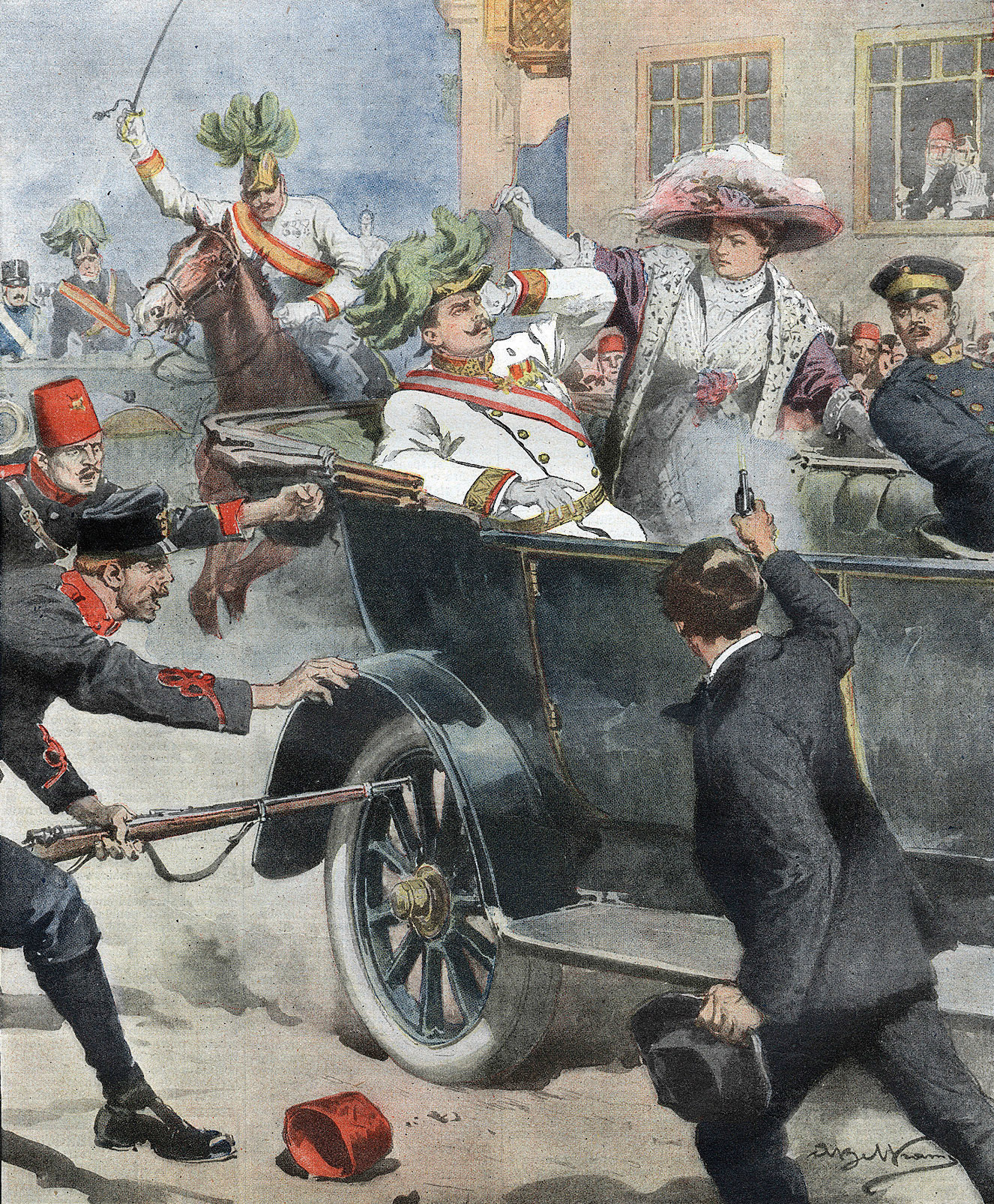
O assassinato do arquiduque Francisco Fernando da Áustria e de Sofia, Duquesa de Hohenberg, por Gavrilo Princip, em Sarajevo, em 28 de junho de 1914.

Em 1910, o imperador dos Habsburgos, Francisco José, proclamou a primeira constituição da Bósnia, que levou ao relaxamento das leis anteriores, às eleições e à formação do parlamento bósnio e ao crescimento de uma nova vida política.
Em 28 de junho de 1914, Gavrilo Princip, um sérvio bósnio membro do movimento revolucionário Jovem Bósnia, assassinou o herdeiro do trono austro-húngaro, o arquiduque Franz Ferdinand, em Sarajevo — um evento que foi a faísca que desencadeou a Primeira Guerra Mundial. No final da guerra, os muçulmanos bósnios perderam mais homens per capita do que qualquer outro grupo étnico do Império Habsburgo enquanto serviam na Infantaria da Bósnia-Herzegovina do Exército Austro-Húngaro. No entanto, a Bósnia e Herzegovina como um todo conseguiu escapar do conflito relativamente ilesa.
As autoridades austro-húngaras criaram uma milícia auxiliar conhecida como Schutzkorps, com um papel discutível na política de repressão anti-sérvia do império. Os Schutzkorps, recrutados predominantemente entre a população muçulmana bósnia, foram encarregados de caçar os sérvios rebeldes (os chetniks e komitadji) e tornaram-se conhecidos pela perseguição aos sérvios, particularmente nas áreas povoadas por sérvios no leste da Bósnia, onde retaliaram parcialmente contra os chetniks sérvios que, no outono de 1914, haviam realizado ataques contra a população muçulmana na região. As medidas tomadas pelas autoridades austro-húngaras levaram à prisão de cerca de 5.500 cidadãos de etnia sérvia na Bósnia-Herzegovina, e entre 700 e 2.200 morreram na prisão, enquanto 460 foram executados. Cerca de 5.200 famílias sérvias foram expulsas à força da Bósnia-Herzegovina.

### Reino da Iugoslávia

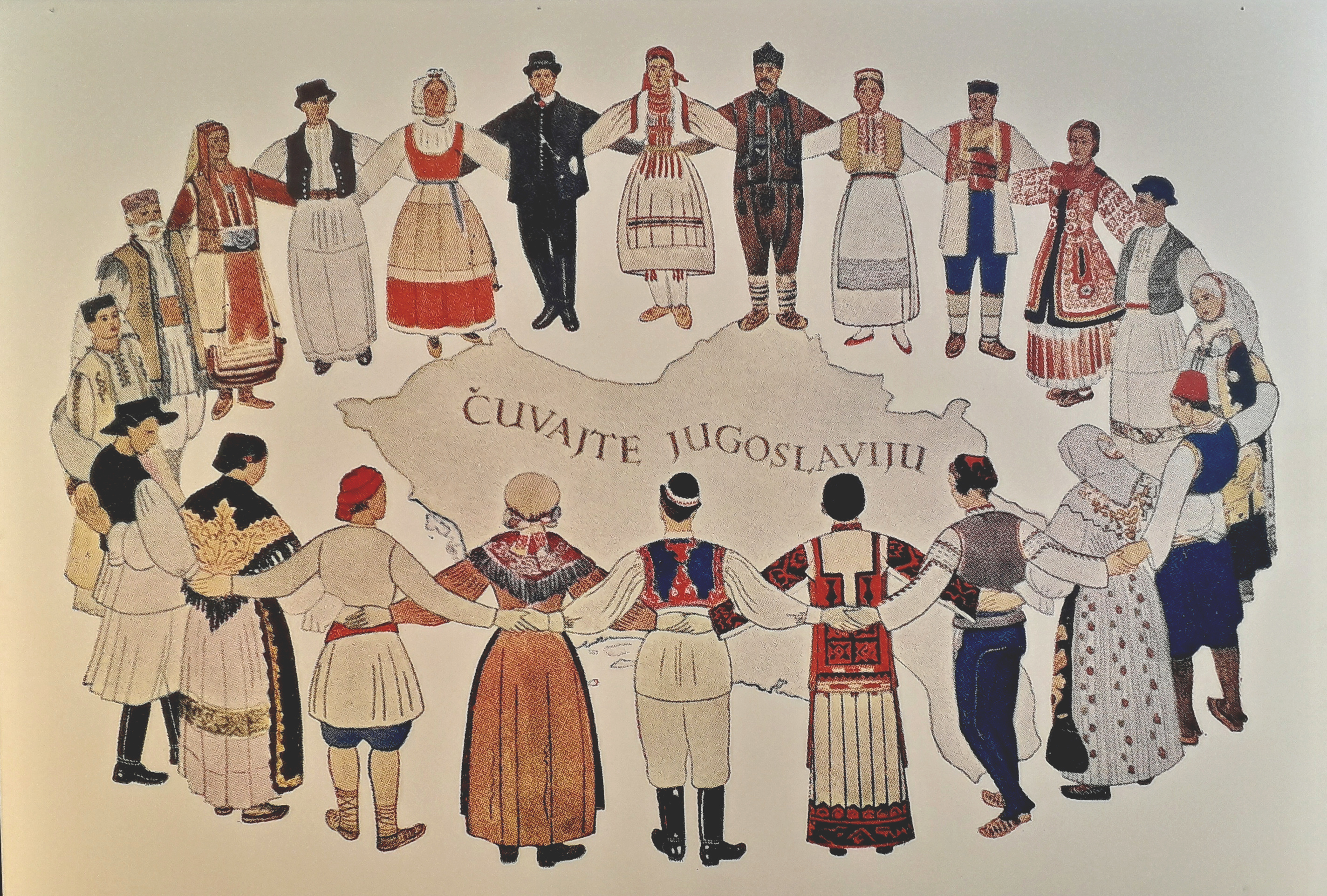
“Protejam/Preservem a Iugoslávia” (Čuvajte Jugoslaviju), uma variante das supostas últimas palavras do Rei Alexandre I, numa ilustração dos povos iugoslavos dançando o kolo.

Após a Primeira Guerra Mundial, a Bósnia e Herzegovina juntou-se ao Reino dos Sérvios, Croatas e Eslovenos do Sul (em breve renomeado Jugoslávia). A vida política na Bósnia e Herzegovina nesta época foi marcada por duas tendências principais: agitação social e econômica em torno da redistribuição da propriedade e a formação de vários partidos políticos que frequentemente mudavam de coalizões e alianças com partidos de outras regiões da Jugoslávia.
O conflito ideológico dominante no Estado iugoslavo, entre o regionalismo croata e a centralização sérvia, foi abordado de forma diferente pelos principais grupos étnicos da Bósnia-Herzegovina e dependia do clima político geral. As reformas políticas introduzidas no recém-criado reino da Jugoslávia trouxeram poucos benefícios para os muçulmanos bósnios; de acordo com o censo final de 1910 sobre a propriedade da terra e a população de acordo com a filiação religiosa realizado na Áustria-Hungria, os muçulmanos possuíam 91,1% da propriedade, os sérvios ortodoxos 6,0%, os croatas católicos 2,6% e outros 0,3%. Após as reformas, os muçulmanos bósnios foram despojados de um total de 1.175.305 hectares de terras agrícolas e florestais.
Embora a divisão inicial do país em 33 oblasts tenha apagado a presença de entidades geográficas tradicionais do mapa, os esforços de políticos bósnios, como Mehmed Spaho, garantiram que os seis oblasts criados a partir da Bósnia e Herzegovina correspondessem aos seis sanjaks da época otomana e, assim, correspondessem à fronteira tradicional do país como um todo.
A criação do Reino da Iugoslávia em 1929, no entanto, trouxe consigo a reorganização administrativa das regiões em banatos ou banovinas, que evitavam deliberadamente todas as divisões históricas e étnicas, eliminando qualquer vestígio de uma entidade bósnia. As tensões entre sérvios e croatas sobre a estrutura do Estado iugoslavo continuaram, com o conceito de uma divisão bósnia separada recebendo pouca ou nenhuma consideração.
O Acordo de Cvetković-Maček, que criou o Banovina da Croácia em 1939, incentivou o que foi essencialmente uma partição da Bósnia e Herzegovina entre a Croácia e a Sérvia. No entanto, a crescente ameaça da Alemanha nazista de Adolf Hitler forçou os políticos iugoslavos a desviar sua atenção. Após um período marcado por tentativas de apaziguamento, a assinatura do Tratado Tripartite e um golpe de Estado, a Iugoslávia foi finalmente invadida pela Alemanha em 6 de abril de 1941.

### Segunda Guerra Mundial (1941–45)

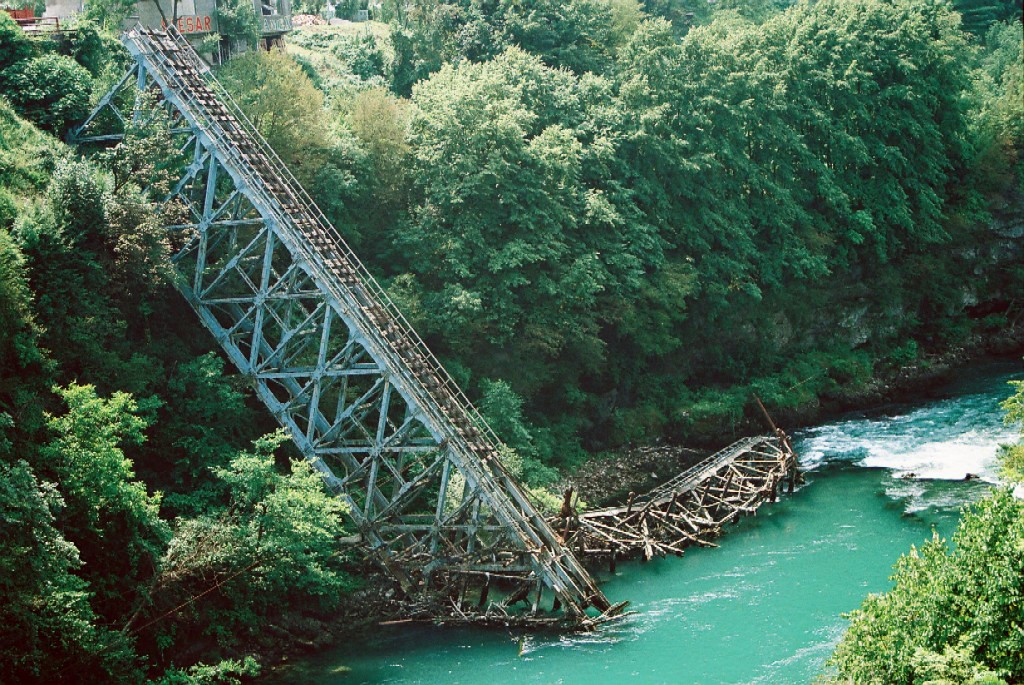
A ponte ferroviária sobre o rio Neretva em Jablanica, destruída duas vezes durante a ofensiva Caso Branco de 1943.

Depois que o Reino da Iugoslávia foi conquistado pelas forças alemãs na Segunda Guerra Mundial, toda a Bósnia e Herzegovina foi cedida ao regime fantoche nazista, o Estado Independente da Croácia (NDH), liderado pelos Ustaše. Os líderes do NDH iniciaram uma campanha de extermínio de sérvios, judeus, romani, bem como croatas dissidentes e, mais tarde, dos partisans de Josip Broz Tito, criando vários campos de extermínio. O regime massacrou de forma sistemática e brutal os sérvios nas aldeias rurais, utilizando uma variedade de instrumentos. A escala da violência significou que aproximadamente um em cada seis sérvios que viviam na Bósnia-Herzegovina foram vítimas de um massacre e praticamente todos os sérvios tinham um membro da família que foi morto na guerra, principalmente pelos Ustaše. A experiência teve um impacto profundo na memória coletiva dos sérvios na Croácia e na Bósnia-Herzegovina. Estima-se que 209.000 sérvios, ou 16,9% da população da Bósnia, foram mortos no território da Bósnia e Herzegovina durante a guerra.
A Ustaše reconheciam tanto o catolicismo quanto o islamismo como religiões nacionais, mas mantinham a posição de que a Igreja Ortodoxa Oriental, como símbolo da identidade sérvia, era sua maior inimiga. Embora os croatas fossem, de longe, o maior grupo étnico a constituir a Ustaše, o vice-presidente do NDH e líder da Organização Muçulmana Iugoslava, Džafer Kulenović, era muçulmano, e os muçulmanos, no total, constituíam quase 12% das autoridades militares e civis da Ustaše.

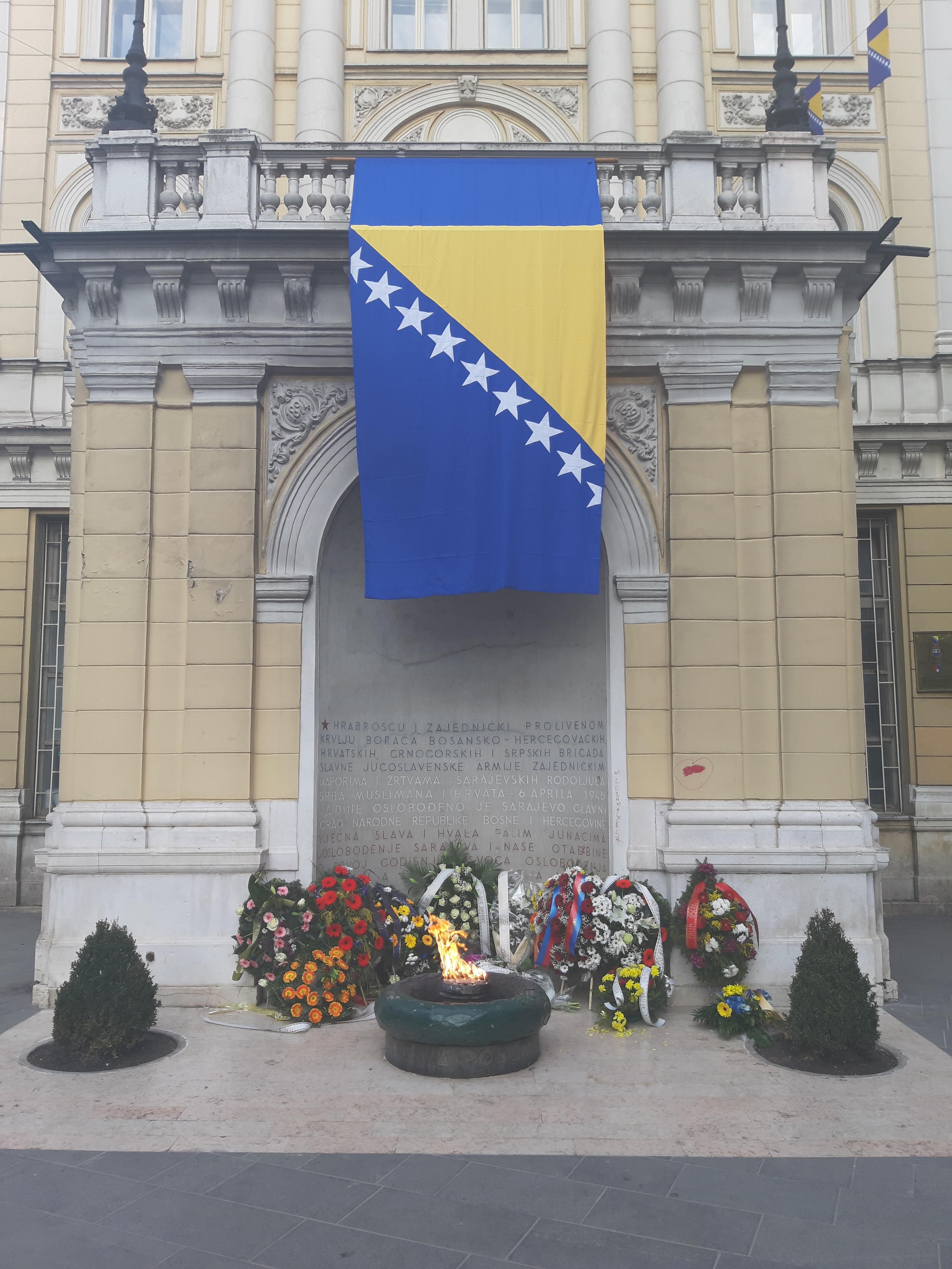
Memorial com chama eterna em homenagem às vítimas militares e civis da Segunda Guerra Mundial em Sarajevo

Muitos sérvios pegaram em armas e juntaram-se aos chetniks, um movimento nacionalista sérvio com o objetivo de estabelecer um estado etnicamente homogéneo, a “Grande Sérvia”, dentro do Reino da Jugoslávia. Os Chetniks, por sua vez, levaram a cabo uma campanha genocida contra os muçulmanos e croatas étnicos, além de perseguir um grande número de sérvios comunistas e outros simpatizantes do comunismo, tendo como alvo principal as populações muçulmanas da Bósnia, Herzegovina e Sandžak. Uma vez capturados, os aldeões muçulmanos eram sistematicamente massacrados pelos chetniks. Dos 75.000 muçulmanos que morreram na Bósnia e Herzegovina durante a guerra, aproximadamente 30.000 (na sua maioria civis) foram mortos pelos chetniks. Os massacres contra croatas foram de menor escala, mas semelhantes em termos de ação. Entre 64.000 e 79.000 croatas bósnios foram mortos entre abril de 1941 e maio de 1945. Destes, cerca de 18.000 foram mortos pelos chetniks.
Uma percentagem de muçulmanos serviu nas unidades nazis Waffen-SS. Estas unidades foram responsáveis por massacres de sérvios no noroeste e leste da Bósnia, mais notavelmente em Vlasenica. Em 12 de outubro de 1941, um grupo de 108 muçulmanos proeminentes de Sarajevo assinou a Resolução dos Muçulmanos de Sarajevo, pela qual condenavam a perseguição aos sérvios organizada pelos Ustaše, faziam distinção entre os muçulmanos que participavam nessas perseguições e a população muçulmana como um todo, apresentavam informações sobre as perseguições aos muçulmanos pelos sérvios e solicitavam segurança para todos os cidadãos do país, independentemente da sua identidade.
A partir de 1941, os comunistas iugoslavos, sob a liderança de Josip Broz Tito, organizaram seu próprio grupo de resistência multiétnico, os Partisans, que lutaram contra as forças do Eixo e dos Chetniks. Em 29 de novembro de 1943, o Conselho Antifascista para a Libertação Nacional da Iugoslávia (AVNOJ), com Tito à frente, realizou uma conferência de fundação em Jajce, onde a Bósnia e Herzegovina foi restabelecida como uma república dentro da federação iugoslava, dentro das fronteiras habsburgas. Durante toda a Segunda Guerra Mundial na Iugoslávia, 64,1% de todos os guerrilheiros bósnios eram sérvios, 23% eram muçulmanos e 8,8% croatas.
O sucesso militar acabou levando os Aliados a apoiar os guerrilheiros, resultando na bem-sucedida Missão Maclean, mas Tito recusou a oferta de ajuda e confiou em suas próprias forças. Todas as principais ofensivas militares do movimento antifascista da Iugoslávia contra os nazistas e seus apoiadores locais foram conduzidas na Bósnia e Herzegovina, e seus povos sofreram o impacto dos combates. Mais de 300.000 pessoas morreram na Bósnia-Herzegovina durante a Segunda Guerra Mundial, ou mais de 10% da população. No final da guerra, a criação da República Socialista Federativa da Iugoslávia, com a Constituição de 1946, tornou oficialmente a Bósnia-Herzegovina uma das seis repúblicas constituintes do novo Estado.

### República Federativa Socialista da Iugoslávia (1945–1992)

Bandeira da Bósnia e Herzegovina enquanto parte da República Socialista Federativa da Iugoslávia

Devido à sua posição geográfica central dentro da federação jugoslava, a Bósnia pós-guerra foi escolhida como base para o desenvolvimento da indústria de defesa militar. Isso contribuiu para uma grande concentração de armas e pessoal militar na Bósnia, um fator significativo na guerra que se seguiu à dissolução da Iugoslávia na década de 1990. No entanto, a existência da Bósnia dentro da Iugoslávia foi, em grande parte, relativamente pacífica e muito próspera, com alto nível de emprego, uma economia forte e orientada para a exportação, um bom sistema de educação e segurança social e médica para todos os cidadãos da Bósnia e Herzegovina. Várias empresas internacionais operavam na Bósnia — Volkswagen como parte da TAS (fábrica de automóveis em Sarajevo, desde 1972), Coca-Cola (desde 1975), SKF Suécia (desde 1967), Marlboro (uma fábrica de tabaco em Sarajevo) e hotéis Holiday Inn. Sarajevo foi o local dos Jogos Olímpicos de Inverno de 1984.
Durante as décadas de 1950 e 1960, a Bósnia era uma região politicamente isolada da Iugoslávia. Na década de 1970, surgiu uma forte elite política bósnia, alimentada em parte pela liderança de Tito no Movimento dos Países Não Alinhados e pelos bósnios que serviam no corpo diplomático da Iugoslávia. Enquanto trabalhavam dentro do sistema socialista, políticos como Džemal Bijedić, Branko Mikulić e Hamdija Pozderac reforçaram e protegeram a soberania da Bósnia e Herzegovina. Seus esforços foram fundamentais durante o período turbulento que se seguiu à morte de Tito em 1980 e são considerados hoje alguns dos primeiros passos rumo à independência da Bósnia. No entanto, a república não escapou do clima cada vez mais nacionalista da época. Com a queda do comunismo e o início da dissolução da Iugoslávia, a doutrina da tolerância começou a perder força, criando uma oportunidade para que elementos nacionalistas da sociedade espalhassem sua influência.

### Guerra da Bósnia (1992–1995)

Dissolução da Iugoslávia

Em 18 de novembro de 1990, foram realizadas eleições parlamentares multipartidárias em toda a Bósnia e Herzegovina. Um segundo turno ocorreu em 25 de novembro, resultando em uma Assembleia Nacional onde o poder comunista foi substituído por uma coalizão de três partidos étnicos. Após as declarações de independência da Eslovênia e da Croácia da Iugoslávia, uma divisão significativa se desenvolveu entre os residentes da Bósnia e Herzegovina sobre a questão de permanecer dentro da Iugoslávia (esmagadoramente favorecida pelos sérvios) ou buscar a independência (esmagadoramente favorecida pelos muçulmanos e croatas).
Os membros sérvios do parlamento, compostos principalmente por membros do Partido Democrático Sérvio, abandonaram o parlamento central em Sarajevo e formaram a Assembleia do Povo Sérvio da Bósnia e Herzegovina em 24 de outubro de 1991, o que marcou o fim da coalizão étnica tripartida que governou após as eleições de 1990. Esta Assembleia estabeleceu a República Sérvia da Bósnia e Herzegovina em parte do território da Bósnia e Herzegovina em 9 de janeiro de 1992. Foi renomeada Republika Srpska em agosto de 1992. Em 18 de novembro de 1991, a filial na Bósnia e Herzegovina do partido governante na República da Croácia, a União Democrática Croata (HDZ), proclamou a existência da Comunidade Croata de Herzeg-Bósnia em uma parte separada do território da Bósnia e Herzegovina, com o Conselho de Defesa Croata (HVO) como seu braço militar. Tal ação não foi reconhecida pelo Governo da Bósnia-Herzegovina, que a declarou ilegal.

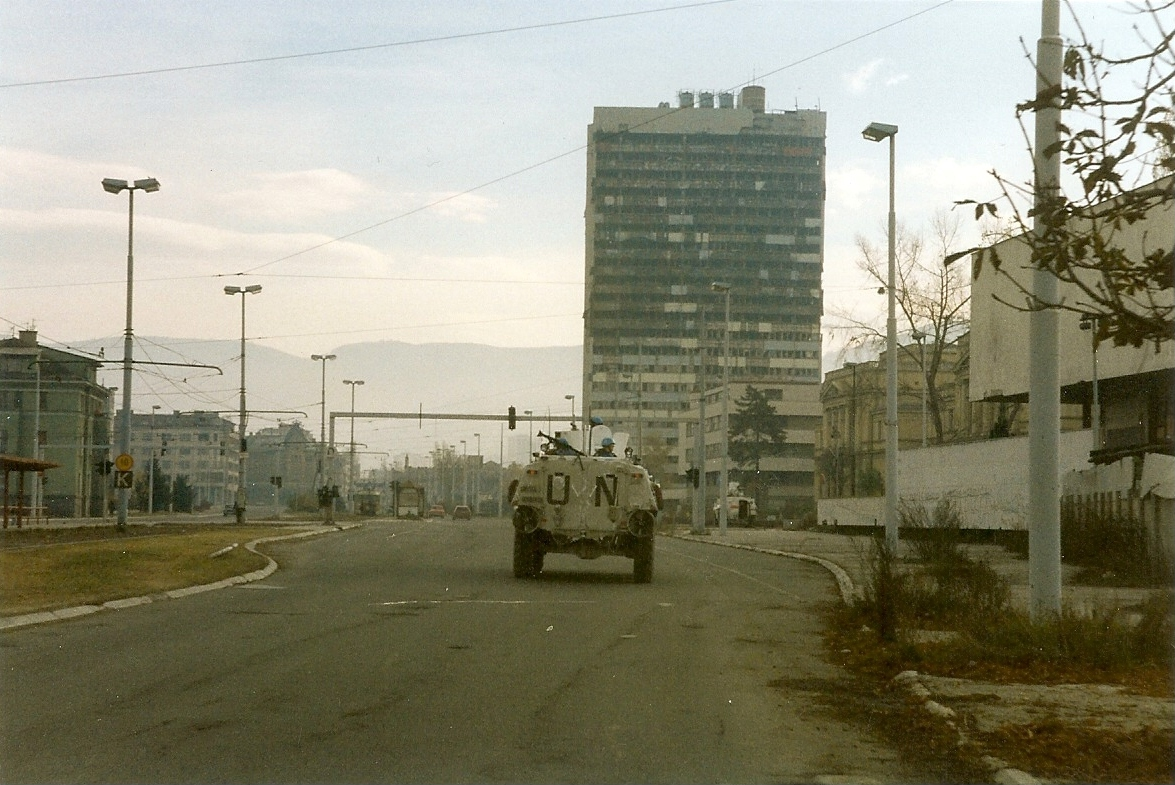
Soldados da ONU em frente ao Edifício do Conselho Executivo, incendiado após ser atingido por tiros de tanques durante o Cerco de Sarajevo, em 1995

Uma declaração de soberania da Bósnia-Herzegovina em 15 de outubro de 1991 foi seguida por um referendo pela independência em 29 de fevereiro e 1º de março de 1992, que foi boicotado pela grande maioria dos sérvios. A participação no referendo sobre a independência foi de 63,4% e 99,7% dos eleitores votaram a favor da independência. A Bósnia-Herzegovina declarou a independência em 3 de março de 1992 e recebeu o reconhecimento internacional no mês seguinte, em 6 de abril de 1992. A República da Bósnia-Herzegovina foi admitida como Estado-membro das Nações Unidas em 22 de maio de 1992. Acredita-se que o líder sérvio Slobodan Milošević e o líder croata Franjo Tuđman tenham concordado com a partição da Bósnia-Herzegovina em março de 1991, com o objetivo de estabelecer a Grande Sérvia e a Grande Croácia.
Após a declaração de independência da Bósnia-Herzegovina, milícias sérvias bósnias se mobilizaram em diferentes partes do país. As forças governamentais estavam mal equipadas e despreparadas para a guerra. O reconhecimento internacional da Bósnia-Herzegovina aumentou a pressão diplomática para que o Exército Popular Iugoslavo (JNA) se retirasse do território da república, o que aconteceu oficialmente em junho de 1992. Os membros sérvios bósnios do JNA simplesmente mudaram de insígnia, formaram o Exército da Republika Srpska (VRS) e continuaram a lutar. Armados e equipados com os estoques do JNA na Bósnia, apoiados por voluntários e várias forças paramilitares da Sérvia e recebendo amplo apoio humanitário, logístico e financeiro da República Federal da Iugoslávia, as ofensivas da Republika Srpska em 1992 conseguiram colocar grande parte do país sob seu controle. O avanço dos sérvios da Bósnia foi acompanhado pela limpeza étnica de bósnios e croatas da Bósnia nas áreas controladas pelo VRS. Foram criados dezenas de campos de concentração nos quais os prisioneiros eram submetidos a violência e abusos, incluindo estupro. A limpeza étnica culminou no massacre de Srebrenica, em julho de 1995, no qual mais de 8.000 homens e meninos bósnios foram mortos, o que foi considerado um genocídio pelo Tribunal Penal Internacional para a ex-Iugoslávia (TPI). As forças bósnias e croatas da Bósnia também cometeram crimes de guerra contra civis de diferentes grupos étnicos, embora em menor escala. A maioria das atrocidades bósnias e croatas foi cometida durante a Guerra Croata-Bósnia, um subconflito da Guerra da Bósnia que opôs o Exército da Federação da Bósnia e Herzegovina (ARBiH) ao HVO. O conflito bósnio-croata terminou em março de 1994, com a assinatura do Acordo de Washington, que levou à criação de uma Federação da Bósnia e Herzegovina conjunta entre bósnios e croatas, que amalgamou o território controlado pelo HVO com o controlado pelo Exército da República da Bósnia e Herzegovina (ARBiH).

### História recente

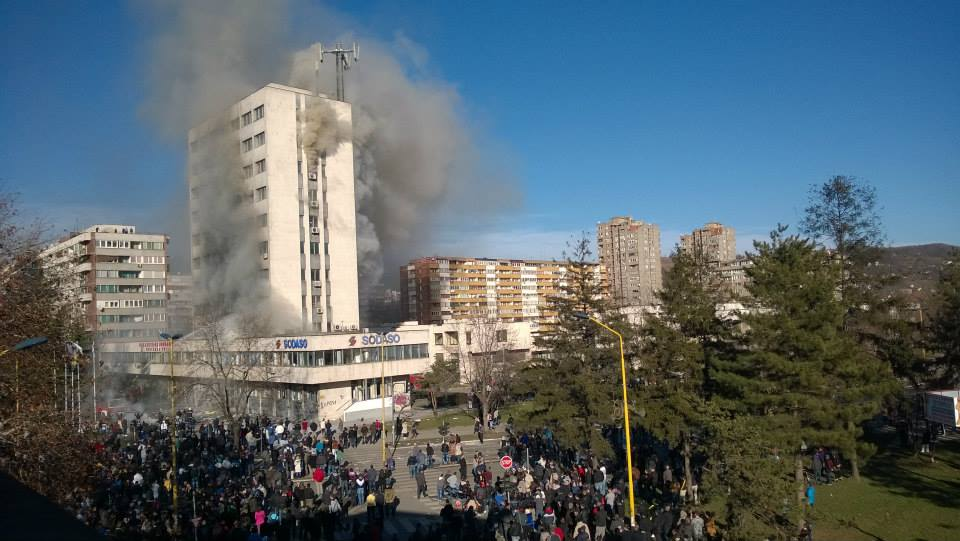
Edifício governamental em Tuzla em chamas após confrontos antigovernamentais em 7 de fevereiro de 2014

Em 4 de fevereiro de 2014, começaram na cidade de Tuzla, no norte do país, os protestos contra o governo da Federação da Bósnia e Herzegovina, uma das duas entidades do país, apelidados de Primavera Bósnia, nome inspirado na Primavera Árabe. Trabalhadores de várias fábricas que tinham sido privatizadas e falido reuniram-se para exigir medidas em relação aos empregos, salários não pagos e pensões. Em 4 de fevereiro de 2014, começaram na cidade de Tuzla, no norte do país, os protestos contra o Governo da Federação da Bósnia-Herzegovina, uma das duas entidades do país, apelidados de Primavera da Bósnia, nome inspirado na Primavera Árabe. Trabalhadores de várias fábricas que tinham sido privatizadas e falido reuniram-se para exigir medidas relativas ao emprego, salários em atraso e pensões. Logo, os protestos se espalharam pelo resto da Federação, com relatos de confrontos violentos em cerca de 20 cidades, sendo os maiores em Sarajevo, Zenica, Mostar, Bihać, Brčko e Tuzla. A mídia bósnia informou que centenas de pessoas ficaram feridas durante os protestos, incluindo dezenas de policiais, com explosões de violência em Sarajevo, na cidade de Tuzla, no norte, em Mostar, no sul, e em Zenica, na região central da Bósnia. O mesmo nível de agitação ou ativismo não ocorreu na Republika Srpska, mas centenas de pessoas também se reuniram em apoio aos protestos na cidade de Banja Luka contra seu governo separado.
Os protestos marcaram a maior manifestação pública de indignação contra o alto índice de desemprego e duas décadas de inércia política no país desde o fim da Guerra da Bósnia, em 1995. De acordo com um relatório elaborado por Christian Schmidt, do Gabinete do Alto Representante, no final de 2021, a Bósnia-Herzegovina tem vivido tensões políticas e étnicas intensificadas, que podem potencialmente dividir o país e levá-lo novamente à guerra. A União Europeia teme que isso leve a uma maior balcanização na região.
Em 15 de dezembro de 2022, a Bósnia e Herzegovina foi reconhecida pela União Europeia como país candidato à adesão, na sequência da decisão do Conselho Europeu.

## Geografia
A Bósnia e Herzegovina fica nos Balcãs Ocidentais, fazendo fronteira com a Croácia (932 km ou 579 milhas) ao norte e oeste, com a Sérvia (302 km ou 188 milhas) a leste e com Montenegro (225 km ou 140 milhas) a sudeste. Tem uma costa com cerca de 20 quilômetros (12 milhas) de extensão que circunda a cidade de Neum. Situa-se entre as latitudes 42° e 46° N e as longitudes 15° e 20° E.
O nome do país vem das duas supostas regiões, Bósnia e Herzegovina, cuja fronteira nunca foi definida. Historicamente, o nome oficial da Bósnia nunca incluiu nenhuma de suas muitas regiões até a ocupação austro-húngara.
O país é predominantemente montanhoso, abrangendo os Alpes Dináricos centrais. A parte nordeste se estende até a Bacia da Panônia, enquanto o sul faz fronteira com o Mar Adriático. Os Alpes Dináricos geralmente se estendem na direção sudeste-noroeste e ficam mais altos em direção ao sul. O ponto mais alto do país é o pico Maglić, com 2.386 metros (7.828,1 pés), na fronteira com Montenegro. Outras montanhas importantes incluem Volujak, Zelengora, Lelija, Lebršnik, Orjen, Kozara, Grmeč, Čvrsnica, Prenj, Vran, Vranica, Velež, Vlašić, Cincar, Romanija, Jahorina, Bjelašnica, Treskavica e Trebević. A composição geológica da cadeia montanhosa dinárica na Bósnia consiste principalmente em calcário (incluindo calcário mesozóico), com depósitos de ferro, carvão, zinco, manganês, bauxita, chumbo e sal presentes em algumas áreas, especialmente na Bósnia central e setentrional.
No total, quase 50% da Bósnia e Herzegovina é coberta por florestas. A maioria das áreas florestais está localizada nas regiões central, leste e oeste da Bósnia. A Herzegovina tem um clima mediterrâneo mais seco, com topografia cárstica dominante. O norte da Bósnia (Posavina) possui terras agrícolas muito férteis ao longo do rio Sava, e a área correspondente é intensamente cultivada. Essas terras agrícolas fazem parte da Planície da Panônia, que se estende até a vizinha Croácia e Sérvia. O país tem apenas 20 quilômetros (12 milhas) de litoral, ao redor da cidade de Neum, no cantão de Herzegovina-Neretva. Embora a cidade esteja cercada por penínsulas croatas, segundo o direito internacional, a Bósnia e Herzegovina tem direito de passagem para o mar aberto.
Sarajevo é a capital e a maior cidade. Outras cidades importantes incluem Banja Luka e Prijedor, na região noroeste conhecida como Bosanska Krajina, Tuzla, Bijeljina, Doboj e Brčko, no nordeste, Zenica, na parte central do país, e Mostar, a maior cidade da região sul da Herzegovina.
Existem sete rios principais na Bósnia e Herzegovina:
- O Sava é o maior rio do país e forma sua fronteira natural ao norte com a Croácia. Ele drena 76% do território do país para o Danúbio e,[127] em seguida, para o Mar Negro. A Bósnia e Herzegovina faz parte da Comissão Internacional para a Proteção do Rio Danúbio (ICPDR).
- Os rios Una, Sana e Vrbas são afluentes diretos do Sava. Eles estão localizados na região noroeste da Bosanska Krajina.
- O rio Bosna deu nome ao país e é o rio mais longo totalmente contido dentro dele. Ele se estende pelo centro da Bósnia, desde sua nascente perto de Sarajevo até o Sava, no norte.
- O Drina atravessa a parte oriental da Bósnia e, na sua maior parte, forma uma fronteira natural com a Sérvia.
- O Neretva é o principal rio da Herzegovina e o único rio importante que corre para sul, desaguando no mar Adriático.

### Biodiversidade
Do ponto de vista fitogeográfico, a Bósnia e Herzegovina pertence ao Reino Boreal e é dividida entre a província ilíria da região circumboreal e a província adriática da região mediterrânea. De acordo com o World Wide Fund for Nature (WWF), o território da Bósnia e Herzegovina pode ser subdividido em quatro ecorregiões: florestas mistas dos Balcãs, florestas mistas das Montanhas Dináricas, florestas mistas da Panônia e florestas decíduas da Ilíria. O país obteve uma pontuação média de 5,99/10 no Índice de Integridade da Paisagem Florestal de 2018, ficando em 89º lugar entre 172 países. Na Bósnia e Herzegovina, a cobertura florestal é de cerca de 43% da área total do território, o que equivale a 2.187.910 hectares (ha) de floresta em 2020, uma redução em relação aos 2.210.000 hectares (ha) em 1990. Em 2015, 74% da área florestal era de propriedade pública e 26% de propriedade privada.

## Política

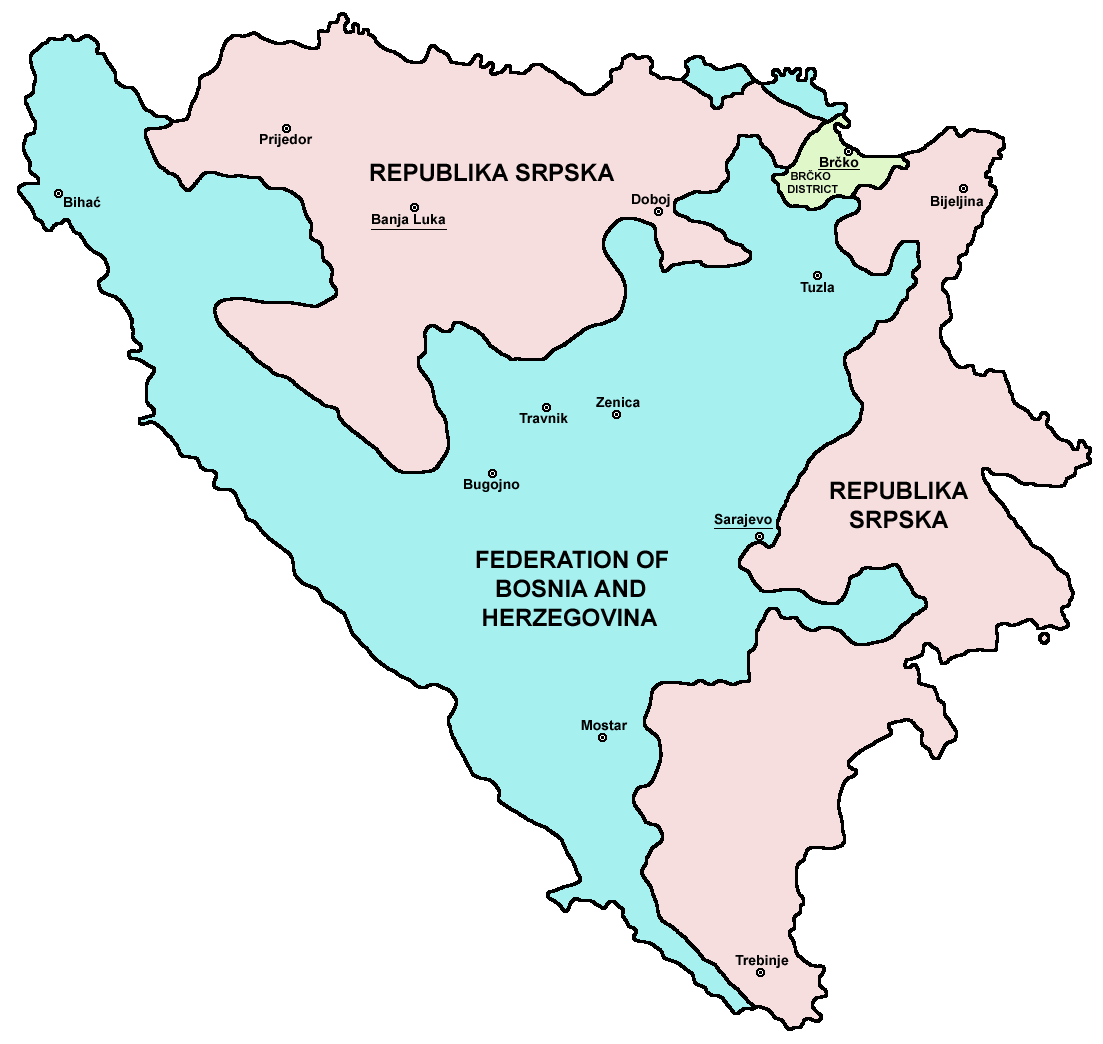
A Bósnia e Herzegovina é composta pela Federação da Bósnia e Herzegovina (FBiH), pela Republika Srpska (RS) e pelo Distrito de Brčko (BD).

Como resultado do Acordo de Dayton, a implementação da paz civil é supervisionada pelo Alto Representante para a Bósnia e Herzegovina, selecionado pelo Conselho de Implementação da Paz (PIC). O Alto Representante é a mais alta autoridade política do país. O Alto Representante tem inúmeros poderes governamentais e legislativos, incluindo a destituição de funcionários eleitos e não eleitos. Devido aos vastos poderes do Alto Representante sobre a política bósnia e aos poderes de veto essenciais, o cargo também tem sido comparado ao de um vice-rei.
A política se desenvolve no âmbito de uma democracia representativa parlamentar, em que o poder executivo é exercido pelo Conselho de Ministros da Bósnia e Herzegovina. O poder legislativo é exercido tanto pelo Conselho de Ministros quanto pela Assembleia Parlamentar da Bósnia e Herzegovina. Os membros da Assembleia Parlamentar são eleitos de acordo com um sistema de representação proporcional (RP).
A Bósnia e Hezergovina possui vários níveis de estruturação política, de acordo com o Acordo de Dayton. O mais importante desses níveis é a divisão do país em duas entidades: a Federação da Bósnia e Herzegovina e a Republika Srpska. A Federação da Bósnia e Herzegovina cobre 51% da área total da Bósnia e Herzegovina, enquanto a Republika Srpska cobre 49%. As entidades, baseadas em grande parte nos territórios controlados pelos dois lados beligerantes na época, foram formalmente estabelecidas pelo Acordo de Dayton em 1995 devido às enormes mudanças na estrutura étnica da Bósnia e Herzegovina. A nível nacional, existe apenas um conjunto finito de competências exclusivas ou conjuntas, enquanto a maioria da autoridade reside nas entidades. Sumantra Bose descreve a Bósnia e Herzegovina como uma confederação consociacional.
O distrito de Brčko, no norte do país, foi criado em 2000, a partir de territórios pertencentes a ambas as entidades. Oficialmente, pertence a ambas, mas não é governado por nenhuma delas, funcionando sob um sistema descentralizado de governo local. Para efeitos eleitorais, os eleitores do distrito de Brčko podem optar por participar nas eleições da Federação ou da Republika Srpska. O distrito de Brčko tem sido elogiado por manter uma população multiétnica e um nível de prosperidade significativamente acima da média nacional.
O terceiro nível da subdivisão política da Bósnia e Herzegovina manifesta-se nos cantões. Eles são exclusivos da entidade Federação da Bósnia e Herzegovina, que é composta por dez deles. Cada um tem um governo cantonal, que está sujeito à legislação da Federação como um todo. Alguns cantões são etnicamente mistos e têm leis especiais para garantir a igualdade de todos os povos constituintes.
O quarto nível de divisão política na Bósnia e Herzegovina são os municípios. A Federação da Bósnia e Herzegovina está dividida em 79 municípios e a Republika Srpska em 64. Os municípios também têm o seu próprio governo local e são normalmente baseados na cidade ou local mais significativo do seu território. Como tal, muitos municípios têm uma longa tradição e história com as suas fronteiras atuais. Outros, no entanto, só foram criados após a guerra recente, depois que os municípios tradicionais foram divididos pela Linha de Demarcação Inter-Entidades. Cada cantão da Federação da Bósnia e Herzegovina é composto por vários municípios, que são divididos em comunidades locais.
Mais recentemente, várias instituições centrais foram criadas (como um ministério da defesa, um ministério da segurança, um tribunal estadual, um serviço de tributação indireta, etc.) no processo de transferência de parte da jurisdição das entidades para o Estado. A representação do governo da Bósnia e Herzegovina é feita por elites que representam os três principais grupos do país, cada um com uma quota de poder garantida.
A presidência da Bósnia e Herzegovina é rotativa entre três membros (bósnio, sérvio e croata), cada um eleito para um mandato de oito meses dentro de seu mandato de quatro anos como membro. Os três membros da presidência são eleitos diretamente pelo povo, com os eleitores da Federação votando no bósnio e no croata e os eleitores da Republika Srpska votando no sérvio.
O presidente do Conselho de Ministros é nomeado pela Presidência e aprovado pela Câmara dos Representantes do parlamento. O presidente do Conselho de Ministros é então responsável pela nomeação de um ministro das Relações Exteriores, ministro do Comércio Exterior e outros, conforme apropriado.
A Assembleia Parlamentar é o órgão legislativo da Bósnia e Herzegovina. É composta por duas câmaras: a Câmara dos Povos e a Câmara dos Representantes. A Câmara dos Povos tem 15 delegados escolhidos pelos parlamentos das entidades, dois terços dos quais provêm da Federação (5 bósnios e 5 croatas) e um terço da Republika Srpska (5 sérvios). A Câmara dos Representantes é composta por 42 membros eleitos pelo povo sob uma forma de representação proporcional, dois terços eleitos pela Federação e um terço eleito pela Republika Srpska.
O Tribunal Constitucional da Bósnia-Herzegovina é a instância suprema e definitiva em matéria jurídica. É composto por nove membros: quatro membros são selecionados pela Câmara dos Representantes, dois pela Assembleia Nacional da Republika Srpska e três pelo Presidente do Tribunal Europeu dos Direitos Humanos, após consulta à Presidência, que não podem ser cidadãos bósnios.
No entanto, a mais alta autoridade política do país é o Alto Representante para a Bósnia e Herzegovina, o diretor executivo da presença civil internacional no país, selecionado pela União Europeia. Desde 1995, o Alto Representante tem a capacidade de contornar a assembleia parlamentar eleita e, desde 1997, tem a capacidade de destituir autoridades eleitas. Os métodos selecionados pelo Alto Representante têm sido criticados como antidemocráticos. A supervisão internacional terminará quando o país for considerado politicamente e democraticamente estável e autossustentável.

### Exército
As Forças Armadas da Bósnia e Herzegovina (OSBiH) foram unificadas em uma única entidade em 2005, com a fusão do Exército da Federação da Bósnia e Herzegovina e do Exército da Republika Srpska, que defendiam suas respectivas regiões. O Ministério da Defesa foi criado em 2004.
As forças armadas da Bósnia são compostas pelas Forças Terrestres da Bósnia, pela Força Aérea e pela Defesa Aérea. As Forças Terrestres contam com 7.200 militares na ativa e 5.000 na reserva. As Forças Armadas da Bósnia estão equipadas com uma mistura de armamentos, veículos e equipamentos militares fabricados nos Estados Unidos, na Iugoslávia, na União Soviética e na Europa. A Força Aérea e as Forças de Defesa Aérea têm 1.500 efetivos e cerca de 62 aeronaves. As Forças de Defesa Aérea operam mísseis portáteis MANPADS, baterias de mísseis terra-ar (SAM), canhões antiaéreos e radares. O Exército adotou recentemente uniformes MARPAT remodelados, usados pelos soldados bósnios que servem na Força Internacional de Assistência à Segurança (ISAF) no Afeganistão. Um programa de produção nacional está em andamento para garantir que as unidades do exército sejam equipadas com a munição correta.
A partir de 2007, o Ministério da Defesa empreendeu a primeira missão de assistência internacional do exército, recrutando militares para servir nas missões de paz da ISAF no Afeganistão, Iraque e República Democrática do Congo em 2007. Cinco oficiais, atuando como oficiais/conselheiros, serviram na República Democrática do Congo. 45 soldados, atuando principalmente como segurança da base e assistentes médicos, serviram no Afeganistão. 85 soldados bósnios serviram como segurança da base no Iraque, ocasionalmente realizando patrulhas de infantaria no local. Todos os três grupos destacados foram elogiados pelas respectivas forças internacionais, bem como pelo Ministério da Defesa da Bósnia e Herzegovina. As operações de assistência internacional ainda estão em andamento.
A Força Aérea e a Defesa Antiaérea da Bósnia e Herzegovina foram formadas quando elementos do Exército da Federação da Bósnia e Herzegovina e da Força Aérea da Republika Srpska se fundiram em 2006. A Força Aérea registrou melhorias nos últimos anos, com fundos adicionais para reparos de aeronaves e maior cooperação com as Forças Terrestres, bem como com os cidadãos do país. O Ministério da Defesa está buscando a aquisição de novas aeronaves, incluindo helicópteros e talvez até caças a jato.

### Relações exteriores

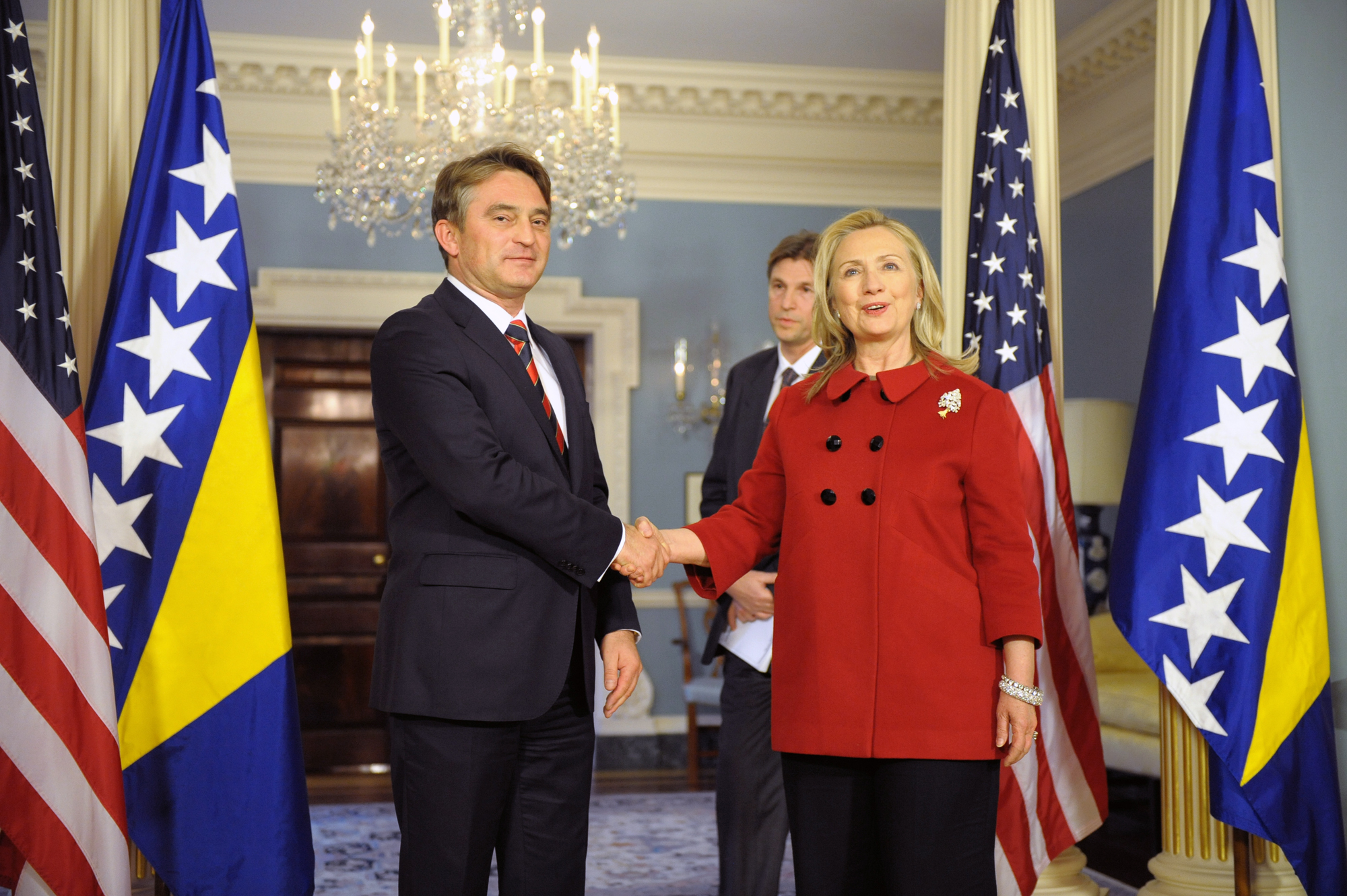
Željko Komšić, membro croata da Presidência da Bósnia, e Hillary Clinton, Secretária de Estado dos EUA, 13 de dezembro de 2011

A integração na União Europeia é um dos principais objetivos políticos da Bósnia-Herzegovina, que iniciou o Processo de Estabilização e Associação em 2007. Os países participantes no PEA têm a possibilidade de se tornarem Estados-Membros da UE, desde que cumpram as condições necessárias. A Bósnia e Herzegovina é um país candidato à adesão à UE desde dezembro de 2022. As negociações de adesão devem começar após a implementação de mais reformas.
A implementação do Acordo de Dayton em 1995 concentrou os esforços dos formuladores de políticas na Bósnia e Herzegovina, bem como da comunidade internacional, na estabilização regional nos países sucessores da antiga Iugoslávia. Na Bósnia e Herzegovina, as relações com os seus vizinhos Croácia, Sérvia e Montenegro têm sido bastante estáveis desde a assinatura do Acordo de Dayton. Em 23 de abril de 2010, a Bósnia-Herzegovina recebeu o Plano de Ação para a Adesão da OTAN, que é o último passo antes da adesão plena à aliança. A adesão plena estava inicialmente prevista para 2014 ou 2015, dependendo do progresso das reformas. Em dezembro de 2018, a OTAN aprovou um Plano de Ação para a Adesão da Bósnia.
A Bósnia e Herzegovina é o 61º país mais pacífico do mundo, de acordo com o Índice Global de Paz de 2024.

### Organização político-administrativa
A Bósnia-Herzegovina é uma federação composta de duas entidades politicamente autónomas: a Federação da Bósnia-Herzegovina e a República Sérvia, mais o distrito de Brčko, que é um território livre e comum das duas entidades.

## Demografia
De acordo com o censo de 1991, a Bósnia e Herzegovina tinha uma população de 4.369.319 habitantes, enquanto o censo do Grupo Banco Mundial de 1996 mostrou uma diminuição para 3.764.425 habitantes. As grandes migrações populacionais durante as Guerras da Iugoslávia na década de 1990 causaram mudanças demográficas no país. Entre 1991 e 2013, as divergências políticas impossibilitaram a realização de um censo. Um censo havia sido planejado para 2011, e, depois, para 2012, mas foi adiado até outubro de 2013. O censo de 2013 registrou uma população total de 3.531.159 pessoas, uma queda de aproximadamente 20% desde 1991. Os dados do censo de 2013 incluem residentes bósnios não permanentes e, por esse motivo, são contestados por autoridades da Republika Srpska e políticos sérvios (ver Grupos étnicos ao lado e abaixo).

### Grupos étnicos
Composição étnica da Bósnia em 2013
A Bósnia e Herzegovina é o lar de três “povos constituintes” étnicos, nomeadamente bósnios, sérvios e croatas, além de vários grupos menores, incluindo judeus e ciganos. De acordo com dados do censo de 2013 publicados pela Agência de Estatística da Bósnia e Herzegovina, os bósnios constituem 50,1% da população, os sérvios 30,8%, os croatas 15,5% e outros 2,7%, com os restantes inquiridos a não declararem a sua etnia ou a não responderem. Os resultados do censo são contestados pelo gabinete de estatística da Republika Srpska e pelos políticos sérvios da Bósnia. A disputa sobre o censo diz respeito à inclusão de residentes não permanentes da Bósnia nos números, o que os funcionários da Republika Srpska se opõem. O gabinete de estatísticas da União Europeia, Eurostat, concluiu em maio de 2016 que a metodologia de recenseamento utilizada pela agência estatística bósnia está em conformidade com as recomendações internacionais.

## Idiomas
A Constituição da Bósnia não especifica nenhuma língua oficial. No entanto, os acadêmicos Hilary Footitt e Michael Kelly observam que o Acordo de Dayton afirma que ele foi “redigido em bósnio, croata, inglês e sérvio”, e descrevem isso como o “reconhecimento de fato de três idiomas oficiais” em nível estadual. A igualdade de status entre o bósnio, o sérvio e o croata foi verificada pelo Tribunal Constitucional em 2000. Decidiu que as disposições das constituições da Federação e da Republika Srpska relativas à língua eram incompatíveis com a constituição do Estado, uma vez que apenas reconheciam o bósnio e o croata (no caso da Federação) e o sérvio (no caso da Republika Srpska) como línguas oficiais a nível das entidades. Consequentemente, a redação das constituições das entidades foi alterada e as três línguas passaram a ser oficiais em ambas as entidades. As três línguas padrão são totalmente compreensíveis entre si e são conhecidas coletivamente sob a denominação de servo-croata, apesar de esse termo não ser formalmente reconhecido no país. O uso de uma das três línguas tornou-se um marcador de identidade étnica. Michael Kelly e Catherine Baker argumentam: “As três línguas oficiais do atual Estado bósnio... representam a afirmação simbólica da identidade nacional sobre o pragmatismo da inteligibilidade mútua”.
De acordo com a Carta Europeia das Línguas Regionais ou Minoritárias (ECRML) de 1992, a Bósnia e Herzegovina reconhece as seguintes línguas minoritárias: albanês, montenegrino, tcheco, italiano, húngaro, macedônio, alemão, polonês, romani, romeno, rusino, eslovaco, esloveno, turco, ucraniano e judaico (iídiche e ladino). A minoria alemã na Bósnia e Herzegovina é composta principalmente por descendentes dos suábios do Danúbio, que se estabeleceram na região após a monarquia dos Habsburgos ter conquistado os Balcãs ao Império Otomano. Devido às expulsões e à assimilação (forçada) após as duas guerras mundiais, o número de alemães étnicos na Bósnia e Herzegovina diminuiu drasticamente.
No censo de 2013, 52,86% da população considerava o bósnio como sua língua materna, 30,76% o sérvio, 14,6% o croata e 1,57% outra língua, com 0,21% sem responder.

### Religião
| Religião na Bósnia-Herzegovina (Censos 2013) | Religião na Bósnia-Herzegovina (Censos 2013) | Religião na Bósnia-Herzegovina (Censos 2013) | Religião na Bósnia-Herzegovina (Censos 2013) | Religião na Bósnia-Herzegovina (Censos 2013) |
| -------------------------------------------- | -------------------------------------------- | -------------------------------------------- | -------------------------------------------- | -------------------------------------------- |
| religião                                     |                                              |                                              | porcentagem                                  |                                              |
| Islã                                         | Islã                                         |                                              | 50,7%                                        | 50,7%                                        |
| Cristianismo Ortodoxo                        | Cristianismo Ortodoxo                        |                                              | 30,7%                                        | 30,7%                                        |
| Catolicismo Romano                           | Catolicismo Romano                           |                                              | 15,2%                                        | 15,2%                                        |
| Outros                                       | Outros                                       |                                              | 1,2%                                         | 1,2%                                         |
| Ateísmo                                      | Ateísmo                                      |                                              | 0,7%                                         | 0,7%                                         |
| Agnóstico                                    | Agnóstico                                    |                                              | 0,3%                                         | 0,3%                                         |
| Não declarado                                | Não declarado                                |                                              | 0,9%                                         | 0,9%                                         |
| Não respondeu                                | Não respondeu                                |                                              | 0,2%                                         | 0,2%                                         |

A Bósnia e Herzegovina é um país com grande diversidade religiosa. De acordo com o censo de 2013, os muçulmanos representavam 50,7% da população, enquanto os cristãos ortodoxos representavam 30,7%, os cristãos católicos 15,2%, 1,2% outros e 1,1% ateus ou agnósticos, com o restante não declarando ou não respondendo à pergunta. Uma pesquisa de 2012 mostrou que 54% dos muçulmanos do país são sem denominação e 38% são sunitas.

### Áreas urbanas
Sarajevo tem 419.957 habitantes na sua área urbana, que compreende a cidade de Sarajevo, bem como os municípios de Ilidža, Vogošća, Istočna Ilidža, Istočno Novo Sarajevo e Istočni Stari Grad. A área metropolitana tem uma população de 555.210 habitantes e inclui o cantão de Sarajevo, Sarajevo Oriental e os municípios de Breza, Kiseljak, Kreševo e Visoko.

#### Međugorje

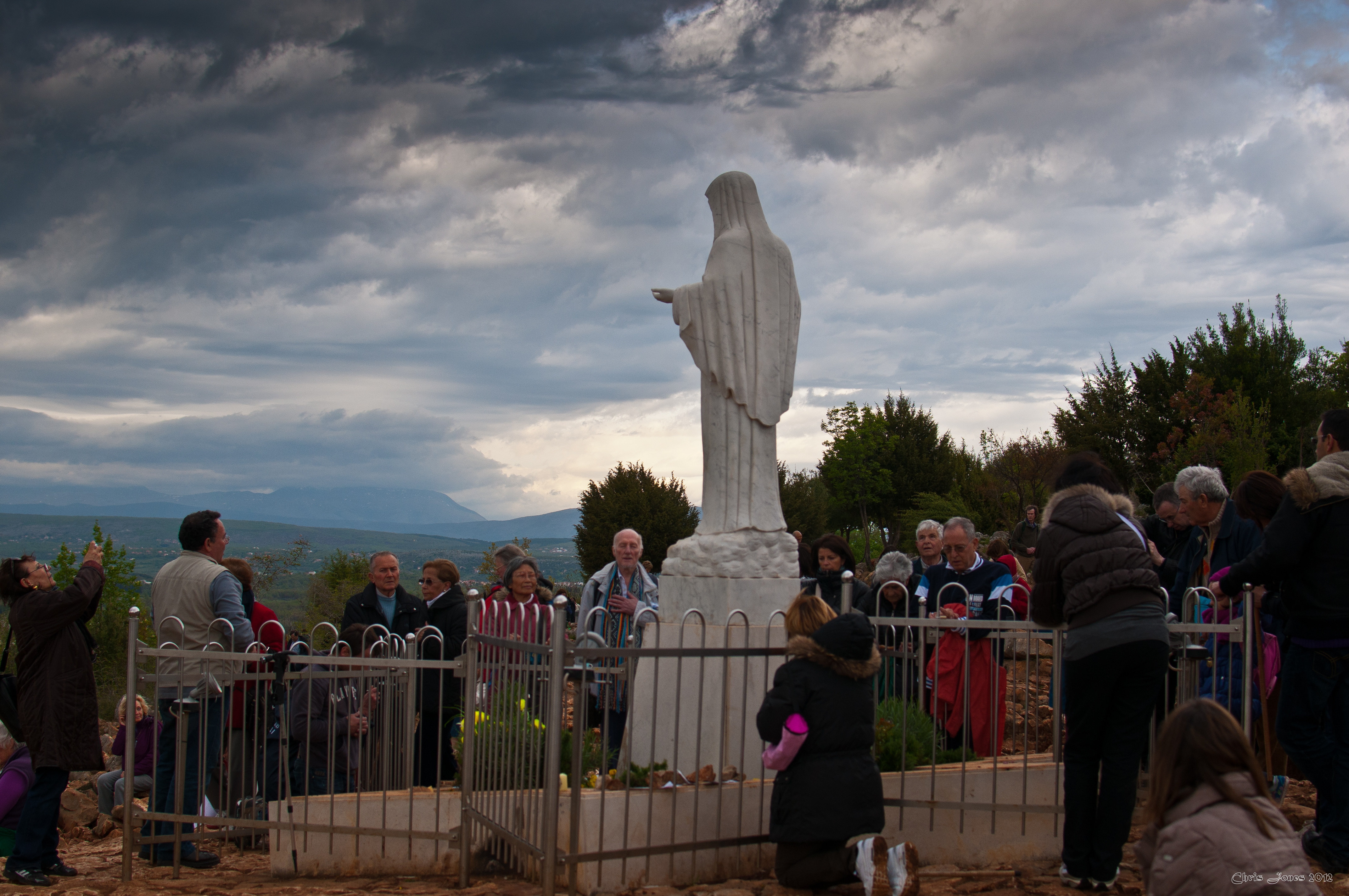
Estátua da Rainha da Paz no Monte Podbrdo, em Međugorje

Na região Sul da Bósnia-Herzegovina, numa pequena vila chamada Međugorje, alega-se que estariam a ocorrer desde o ano 1981, as mais recentes aparições da Virgem Maria, o que tem atraído a atenção de algumas pessoas em todo o mundo. A Igreja Católica encontra-se ainda a analisar os fenômenos, tentando apurar a sua veracidade, mas o número de peregrinos que acorrem ao local das aparições nos últimos anos tem vindo a aumentar exponencialmente. Em 2019, o Papa Francisco oficializou as peregrinações para Međugorje. No dia 19 de setembro de 2024 a Igreja emitiu o "nihil obstat", ou nada obsta, para o fenômeno espiritual de Medjugorje, autorizando oficialmente o culto público e deixando os fiéis livres para crerem ou não nas aparições.

### Saúde
De acordo com o Índice Global da Fome (GHI) de 2024, a Bósnia e Herzegovina apresenta um baixo nível de fome, com uma pontuação GHI inferior a 5.

## Economia

Principais produtos de exportação da Bósnia e Herzegovina em 2019.

Estimativa do desempenho do PIB real per capita da Bósnia e Herzegovina, desde 1952

Durante a Guerra da Bósnia, a economia sofreu 200 bilhões de euros em danos materiais, o que equivale a cerca de 326,38 bilhões de euros em 2022 (ajustado pela inflação). A Bósnia e Herzegovina enfrenta o duplo problema de reconstruir um país devastado pela guerra e introduzir reformas liberais de transição no mercado da sua antiga economia mista. Um legado da era anterior é uma indústria forte; sob o comando do ex-presidente da república Džemal Bijedić e do presidente iugoslavo Josip Broz Tito, as indústrias metalúrgicas foram promovidas na república, resultando no desenvolvimento de uma grande parte das fábricas da Iugoslávia; a República Socialista da Bósnia e Herzegovina tinha uma economia industrial muito forte orientada para a exportação nas décadas de 1970 e 1980, com exportações em grande escala no valor de milhões de dólares americanos.
Durante a maior parte da história da Bósnia, a agricultura foi praticada em fazendas privadas; tradicionalmente, os alimentos frescos eram exportados da república.
A guerra na década de 1990 causou uma mudança dramática na economia bósnia. O PIB caiu 60% e a destruição da infraestrutura física devastou a economia. Com grande parte da capacidade produtiva ainda por restaurar, a economia bósnia continua a enfrentar dificuldades consideráveis. Os números mostram que o PIB e o rendimento per capita aumentaram 10% entre 2003 e 2004; esta tendência negativa, juntamente com a redução da dívida pública da Bósnia, a elevada taxa de desemprego de 38,7% e o grande défice comercial, continuam a ser motivo de preocupação.
A moeda nacional é o marco conversível (KM) (indexado ao euro), controlado pelo conselho monetário. A inflação anual é a mais baixa em relação a outros países da região, com 1,9% em 2004. A dívida internacional era de US$ 5,1 bilhões (em 31 de dezembro de 2014). A taxa de crescimento real do PIB foi de 5% em 2004, de acordo com o Banco Central da Bósnia e Herzegovina e o Instituto Nacional de Estatística da Bósnia e Herzegovina. 
A Bósnia e Herzegovina apresentou progressos positivos nos últimos anos, o que a fez subir decisivamente na classificação de igualdade de renda, passando da 14ª posição entre 193 países para uma posição mais alta.
De acordo com dados do Eurostat, o PIB per capita da Bósnia-Herzegovina em termos de PPC situava-se em 29% da média da UE em 2010.
O Fundo Monetário Internacional (FMI) anunciou um empréstimo à Bósnia no valor de US$ 500 milhões, a ser concedido por meio de um Acordo Stand-By. A aprovação estava prevista para setembro de 2012.
A Embaixada dos Estados Unidos em Sarajevo produz o Guia Comercial do País – um relatório anual que apresenta uma visão abrangente do ambiente comercial e econômico da Bósnia e Herzegovina, utilizando análises econômicas, políticas e de mercado.
Segundo algumas estimativas, a economia informal representa 25,5% do PIB.
Em 2017, as exportações cresceram 17% em relação ao ano anterior, totalizando € 5,65 bilhões. O volume total do comércio externo em 2017 ascendeu a 14,97 mil milhões de euros, o que representa um aumento de 14% em relação ao ano anterior. As importações de bens aumentaram 12% e ascenderam a 9,32 mil milhões de euros. A cobertura das importações pelas exportações aumentou 3% em relação ao ano anterior, situando-se agora em 61%. Em 2017, a Bósnia e Herzegovina exportou principalmente assentos de automóveis, eletricidade, madeira processada, alumínio e móveis. No mesmo ano, importou principalmente petróleo bruto, automóveis, óleo de motor, carvão e briquetes.
A taxa de desemprego em 2017 foi de 20,5%, mas o Instituto de Estudos Econômicos Internacionais de Viena prevê uma queda na taxa de desemprego nos próximos anos. Em 2018, o desemprego deve ser de 19,4% e deve cair ainda mais para 18,8% em 2019. Em 2020, a taxa de desemprego deve cair para 18,3%.

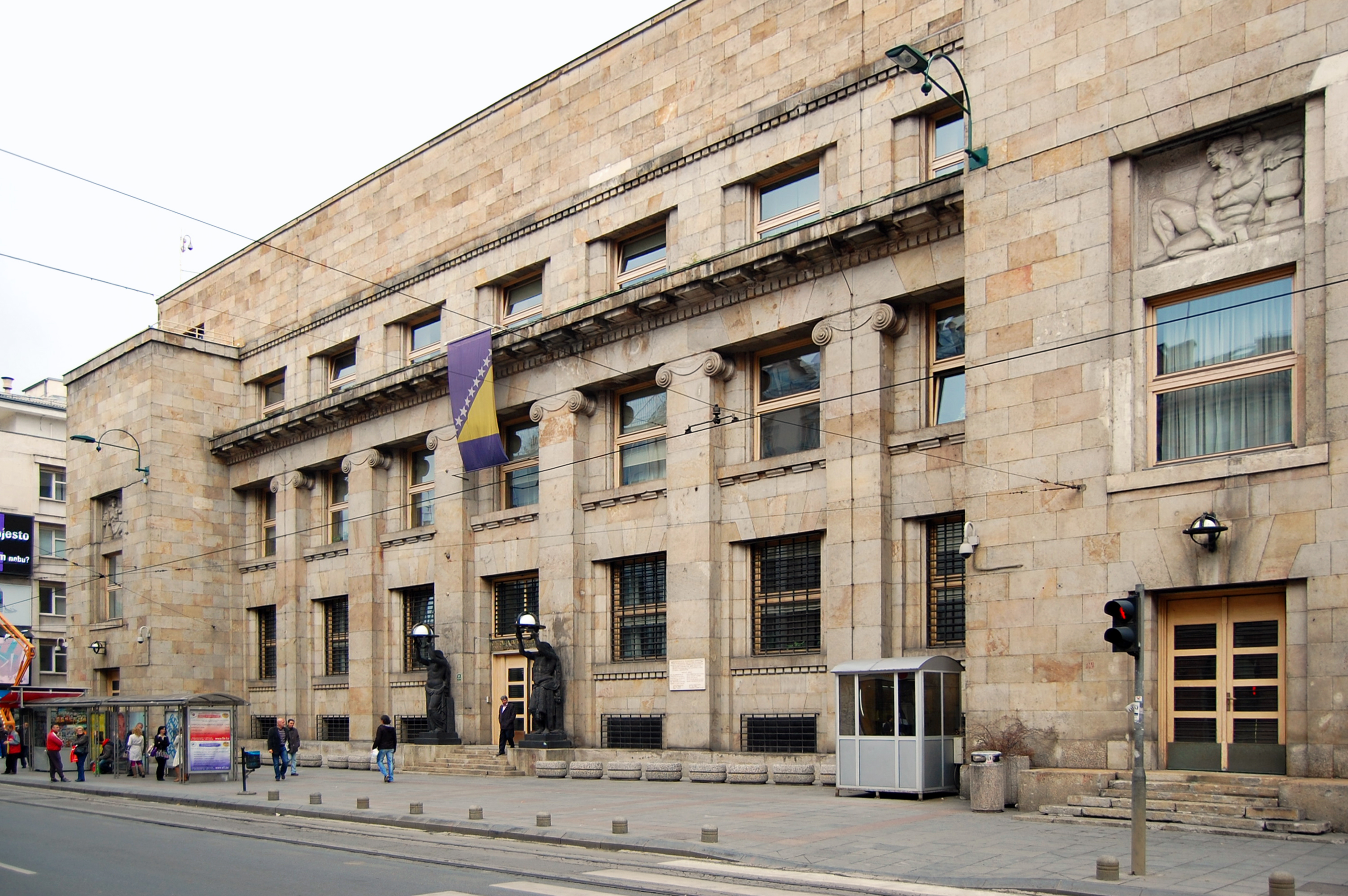
O Banco Central da Bósnia e Herzegovina em Sarajevo

Em 31 de dezembro de 2017, o Conselho de Ministros da Bósnia e Herzegovina divulgou o relatório sobre a dívida pública da Bósnia e Herzegovina, afirmando que a dívida pública foi reduzida em € 389,97 milhões, ou mais de 6% em comparação com 31 de dezembro de 2016. No final de 2017, a dívida pública era de 5,92 bilhões de euros, o que representava 35,6% do PIB.
Em 31 de dezembro de 2017, havia 32.292 empresas registradas no país, que juntas tiveram receitas de 33,572 bilhões de euros naquele mesmo ano.
Em 2017, o país recebeu 397,35 milhões de euros em investimento estrangeiro direto, o que equivale a 2,5% do PIB.
Em 2017, a Bósnia e Herzegovina ficou em terceiro lugar no mundo em termos de número de novos empregos criados pelo investimento estrangeiro, em relação ao número de habitantes.
Em 2018, a Bósnia e Herzegovina exportou mercadorias no valor de 11,9 bilhões de KM (6,07 bilhões de euros), o que representa um aumento de 7,43% em relação ao mesmo período de 2017, enquanto as importações totalizaram 19,27 bilhões de KM (9,83 bilhões de euros), o que representa um aumento de 5,47%.
O preço médio dos apartamentos novos vendidos no país nos primeiros seis meses de 2018 é de 1.639 km (€ 886,31) por metro quadrado. Isso representa um aumento de 3,5% em relação ao ano anterior.
Em 30 de junho de 2018, a dívida pública da Bósnia e Herzegovina ascendia a cerca de 6,04 mil milhões de euros, dos quais 70,56% correspondem à dívida externa e 29,4% à dívida interna. A percentagem da dívida pública no produto interno bruto é de 34,92%.
Nos primeiros 7 meses de 2018, 811.660 turistas visitaram o país, um aumento de 12,2% em comparação com os primeiros 7 meses de 2017. Nos primeiros 11 meses de 2018, 1.378.542 turistas visitaram a Bósnia-Herzegovina, um aumento de 12,6%, e tiveram 2.871.004 pernoites em hotéis, um aumento de 13,8% em relação ao ano anterior. Além disso, 71,8% dos turistas vieram de países estrangeiros. Nos primeiros sete meses de 2019, 906.788 turistas visitaram o país, um aumento de 11,7% em relação ao ano anterior.
Em 2018, o valor total das fusões e aquisições na Bósnia e Herzegovina ascendeu a 404,6 milhões de euros.
Em 2018, 99,5% das empresas na Bósnia e Herzegovina utilizavam computadores nas suas atividades, enquanto 99,3% tinham ligação à Internet, de acordo com um inquérito realizado pela Agência de Estatística da Bósnia e Herzegovina.
Em 2018, a Bósnia e Herzegovina recebeu 783,4 milhões de KM (400,64 milhões de euros) em investimento estrangeiro direto, o que equivale a 2,3% do PIB.
Em 2018, o Banco Central da Bósnia e Herzegovina obteve um lucro de 8.430.875 km (4.306.347 euros).
O Banco Mundial previu que a economia cresceria 3,4% em 2019.
A Bósnia e Herzegovina ficou em 83º lugar no Índice de Liberdade Econômica de 2019. A classificação total da Bósnia e Herzegovina é de 61,9. Esta posição representa algum progresso em relação ao 91º lugar em 2018. Este resultado está abaixo do nível regional, mas ainda acima da média global, tornando a Bósnia e Herzegovina um país “moderadamente livre”.
Em 31 de janeiro de 2019, o total de depósitos nos bancos bósnios era de 21,9 mil milhões de KM (11,20 mil milhões de euros), o que representa 61,15% do PIB nominal.
No segundo trimestre de 2019, o preço médio dos apartamentos novos vendidos na Bósnia e Herzegovina foi de 1.606 km (€ 821,47) por metro quadrado.
Nos primeiros seis meses de 2019, as exportações totalizaram 5,829 bilhões de KM (2,98 bilhões de euros), o que representa uma queda de 0,1% em relação ao mesmo período de 2018, enquanto as importações totalizaram 9,779 bilhões de KM (5,00 bilhões de euros), o que representa um aumento de 4,5% em relação ao mesmo período do ano anterior.
Nos primeiros seis meses de 2019, o investimento estrangeiro direto totalizou 650,1 milhões de KM (332,34 milhões de euros).
A Bósnia e Herzegovina ficou em 80º lugar no Índice Global de Inovação em 2024.
Em 30 de novembro de 2023, a Bósnia e Herzegovina tinha 1,3 milhões de veículos motorizados registrados.

## Infraestrutura

### Transporte

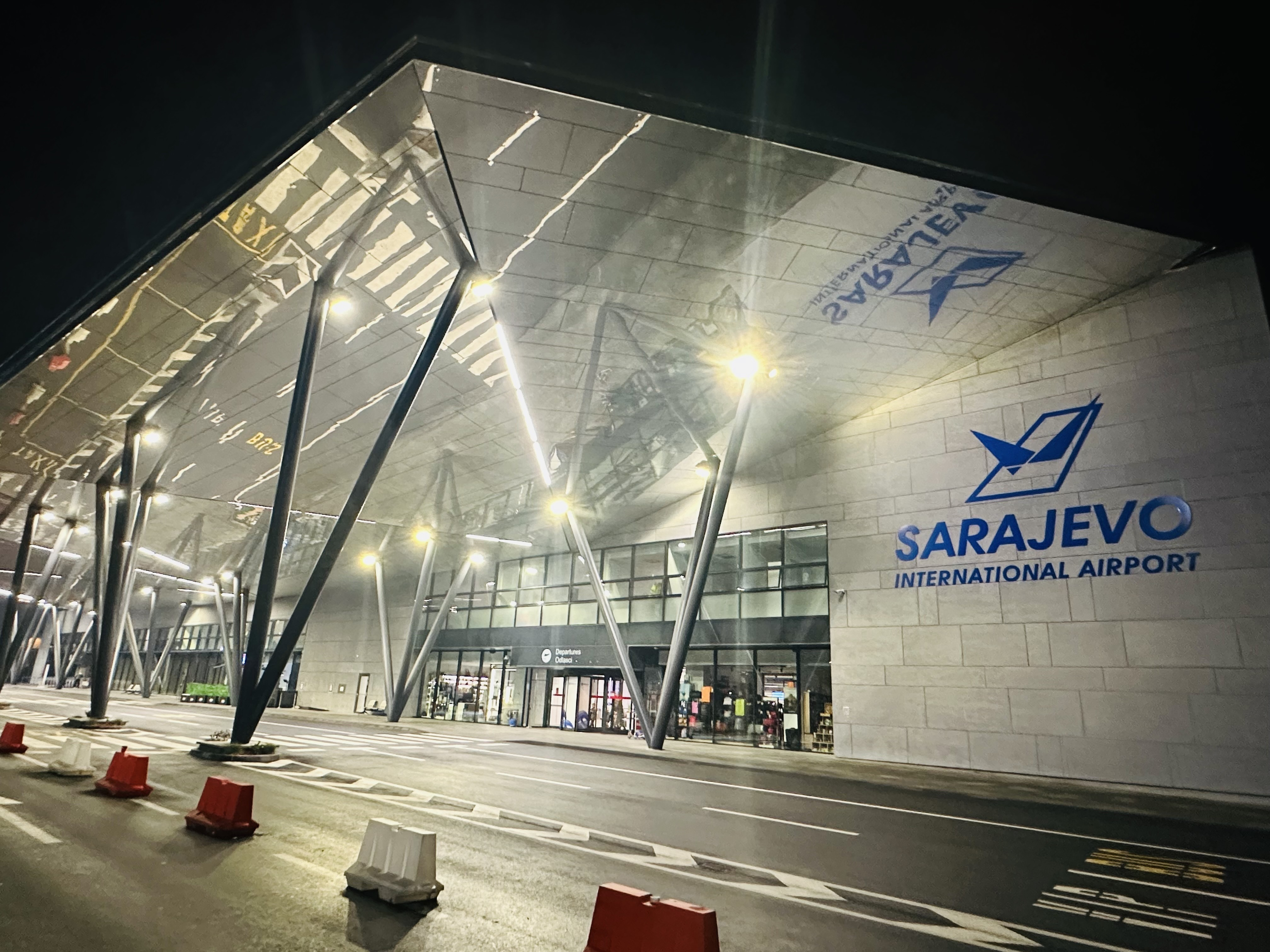
Aeroporto Internacional de Sarajevo

O Aeroporto Internacional de Sarajevo, também conhecido como Aeroporto de Butmir, é o principal aeroporto internacional da Bósnia e Herzegovina, localizado a 3,3 NM (6,1 km; 3,8 milhas) a sudoeste da estação ferroviária principal de Sarajevo na cidade de Sarajevo, no subúrbio de Butmir.
As operações ferroviárias na Bósnia e Herzegovina são sucessoras das Ferrovias Iugoslavas dentro das fronteiras do país após a independência da antiga Iugoslávia em 1992. Hoje, elas são operadas pelas Ferrovias da Federação da Bósnia e Herzegovina (ŽFBiH) na Federação da Bósnia e Herzegovina e pelas Ferrovias da Republika Srpska (ŽRS) na Republika Srpska.

### Telecomunicações
O mercado de comunicações da Bósnia foi totalmente liberalizado em janeiro de 2006. As três operadoras de telefonia fixa prestam serviços predominantemente em suas áreas de operação, mas possuem licenças nacionais para chamadas domésticas e internacionais. Também estão disponíveis serviços de dados móveis, incluindo serviços EDGE, 3G e 4G de alta velocidade.
Oslobođenje (Libertação), fundado em 1943, é um dos jornais mais antigos do país em circulação contínua. Existem muitas publicações nacionais, incluindo o Dnevni avaz (Voz Diária), fundado em 1995, e o Jutarnje Novine (Notícias da Manhã), para citar apenas alguns em circulação em Sarajevo. Outros periódicos locais incluem o jornal croata Hrvatska riječ e a revista bósnia Start, bem como os jornais semanais Slobodna Bosna (Bósnia Livre) e BH Dani (Dias BH). A revista mensal Novi Plamen era a publicação mais esquerdista. A emissora internacional  de notícias Al Jazeera mantém um canal irmão voltado para a região dos Balcãs, o Al Jazeera Balkans, com transmissão e sede em Sarajevo. Desde 2014, a plataforma N1 transmite como afiliada da CNN International, com escritórios em Sarajevo, Zagreb e Belgrado.
Em 2021, a Bósnia e Herzegovina ocupava o segundo lugar no ranking de liberdade de imprensa na região, atrás apenas da Croácia, e o 58º lugar no ranking internacional.
Em dezembro de 2021, havia 3.374.094 usuários de internet no país, ou 95,55% da população total.

### Educação

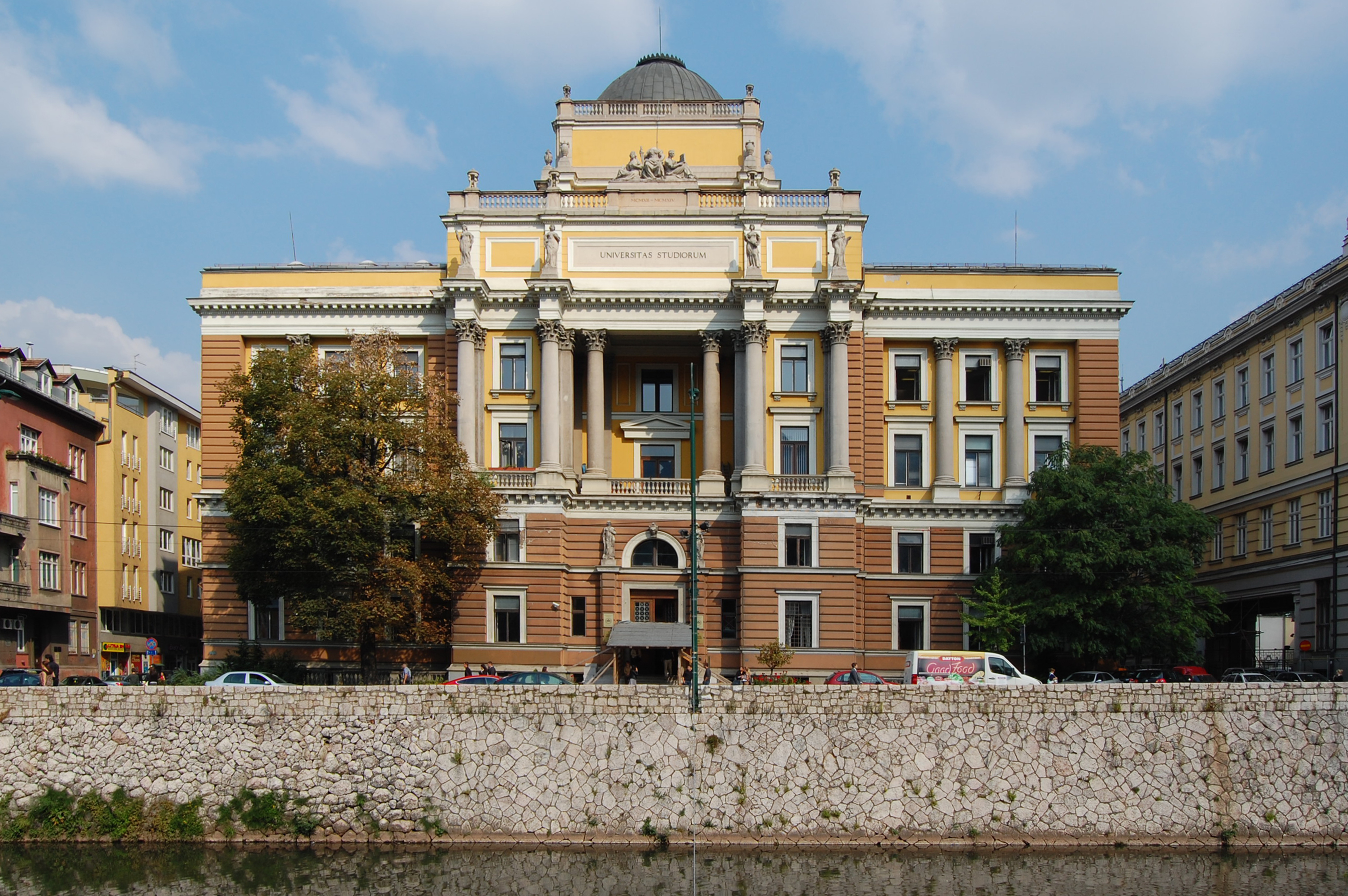
Prédio da Universidade de Sarajevo, construído na década de 1850.

O ensino superior tem uma longa e rica tradição na Bósnia-Herzegovina. A primeira instituição de ensino superior sob medida era uma escola de filosofia estabelecida por Gazi Husrev-beg em 1531. Numerosas outras escolas religiosas foram criadas posteriormente. Em 1887, sob o Império Austro-Húngaro, uma escola de lei Charia iniciou um programa de cinco anos. Na década de 1940, a Universidade de Sarajevo tornou-se a primeira instituição de ensino superior secular no país. Na década de 1950, cursos de bacharelado e pós-bacharelado tornaram-se disponíveis. Severamente danificada durante a guerra, a Universidade de Sarajevo foi recentemente reconstruída em parceria com mais de 40 outras universidades. Existem várias outras instituições de ensino superior, incluindo a Universidade Džemal Bijedić de Mostar, a Universidade de Banja Luka, Universidade de Mostar, Universidade do Leste de Sarajevo, Universidade de Tuzla, Universidade Americana na Bósnia e Herzegovina e a Academia de Ciências e Artes da Bósnia e Herzegovina, que é tida em alta consideração como uma das mais prestigiadas academias de artes criativas na região.

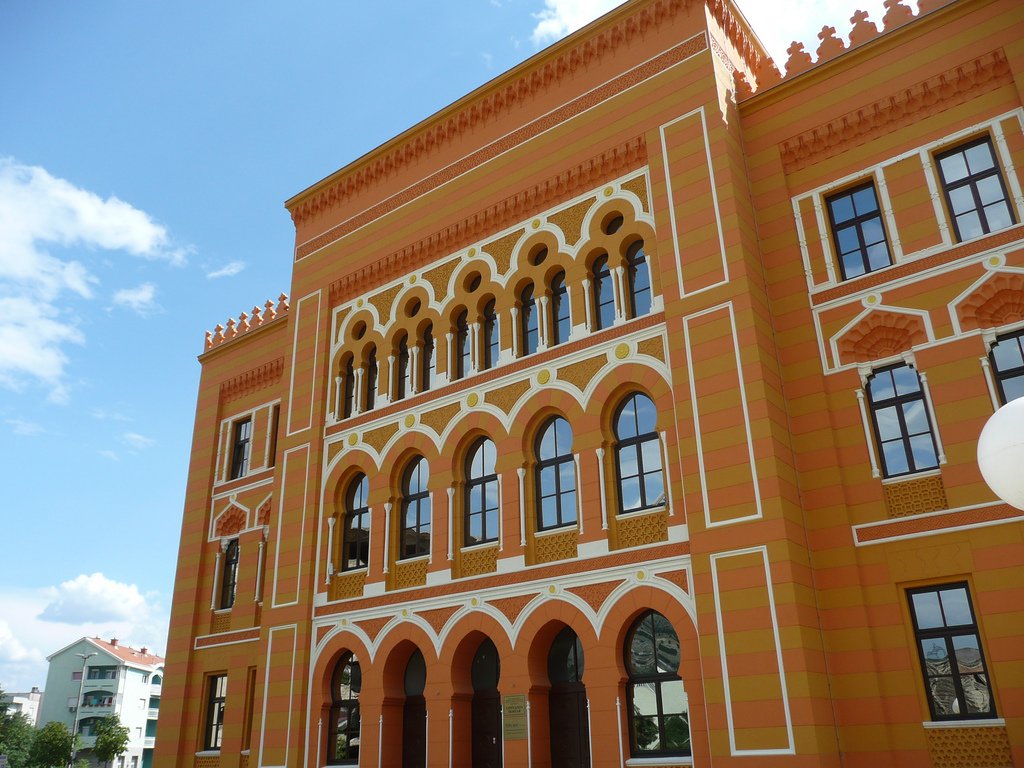
Ginásio de Mostar em Mostar

Além disso, a Bósnia e Herzegovina é sede de várias instituições de ensino superior privadas e internacionais, algumas das quais são:
- Faculdade de Ciências e Tecnologia de Sarajevo
- Universidade Internacional de Sarajevo
- Universidade Americana na Bósnia e Herzegovina
- Universidade Internacional Burch

A escola primária tem a duração de nove anos. O ensino secundário é ministrado por escolas secundárias gerais e técnicas (normalmente ginásios), onde os estudos normalmente duram quatro anos. Todas as formas de ensino secundário incluem um elemento de formação profissional. Os alunos egressos de escolas secundárias gerais obtêm o Matura e podem se inscrever em qualquer instituição de ensino superior ou academia por meio de um exame de qualificação prescrita pelo órgão ou instituição governamental. Estudantes de disciplinas de graduação técnica obtêm um diploma.

## Cultura

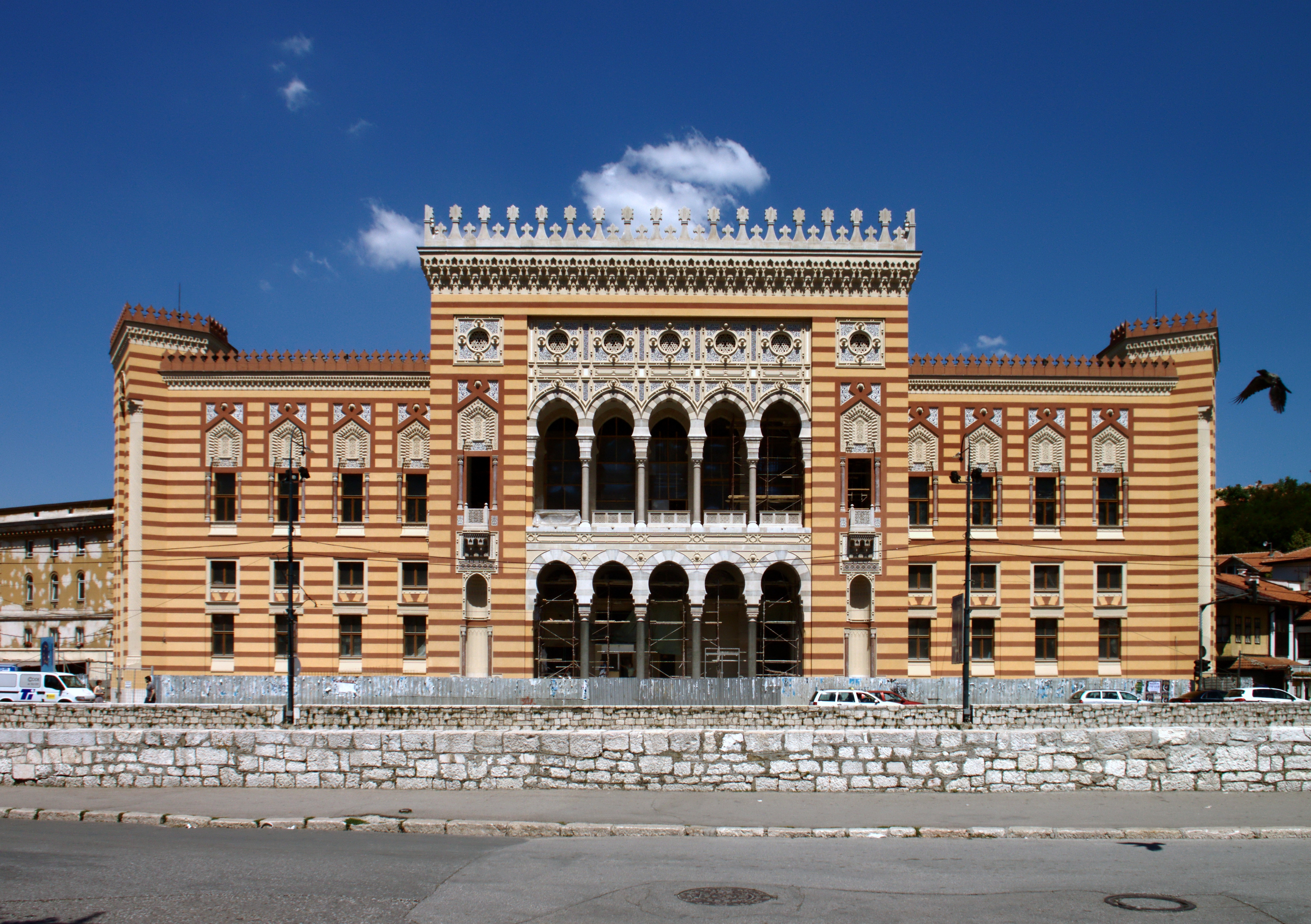
Biblioteca Nacional e Universitária em Sarajevo

### Arquitetura
A arquitetura da Bósnia e Herzegovina é amplamente influenciada por quatro períodos importantes, nos quais mudanças políticas e sociais influenciaram a criação de hábitos culturais e arquitetônicos distintos da população. Cada período deixou sua marca e contribuiu para uma maior diversidade de culturas e linguagem arquitetônica nesta região.

### Mídia
Algumas emissoras de televisão, revistas e jornais na Bósnia e Herzegovina são estatais, enquanto outros são empresas com fins lucrativos financiadas por publicidade, assinaturas e outras receitas relacionadas a vendas. A Constituição da Bósnia e Herzegovina garante a liberdade de expressão.
Como um país em transição com um legado pós-guerra e uma estrutura política interna complexa, o sistema de mídia da Bósnia e Herzegovina está em transformação. No início do período pós-guerra (1995-2005), o desenvolvimento da mídia foi orientado principalmente por doadores internacionais e agências de cooperação, que investiram para ajudar a reconstruir, diversificar, democratizar e profissionalizar os meios de comunicação.
Os desenvolvimentos pós-guerra incluíram a criação de uma Agência Reguladora das Comunicações independente, a adoção de um Código da Imprensa, a criação do Conselho da Imprensa, a descriminalização da calúnia e da difamação, a introdução de uma Lei de Liberdade de Acesso à Informação bastante avançada e a criação de um Sistema Público de Radiodifusão a partir da antiga emissora estatal. No entanto, os desenvolvimentos positivos apoiados internacionalmente têm sido frequentemente obstruídos pelas elites nacionais, e a profissionalização dos meios de comunicação e dos jornalistas tem avançado lentamente. Os elevados níveis de partidarismo e as ligações entre os meios de comunicação social e os sistemas políticos dificultam o cumprimento do código de conduta profissional.

### Literatura

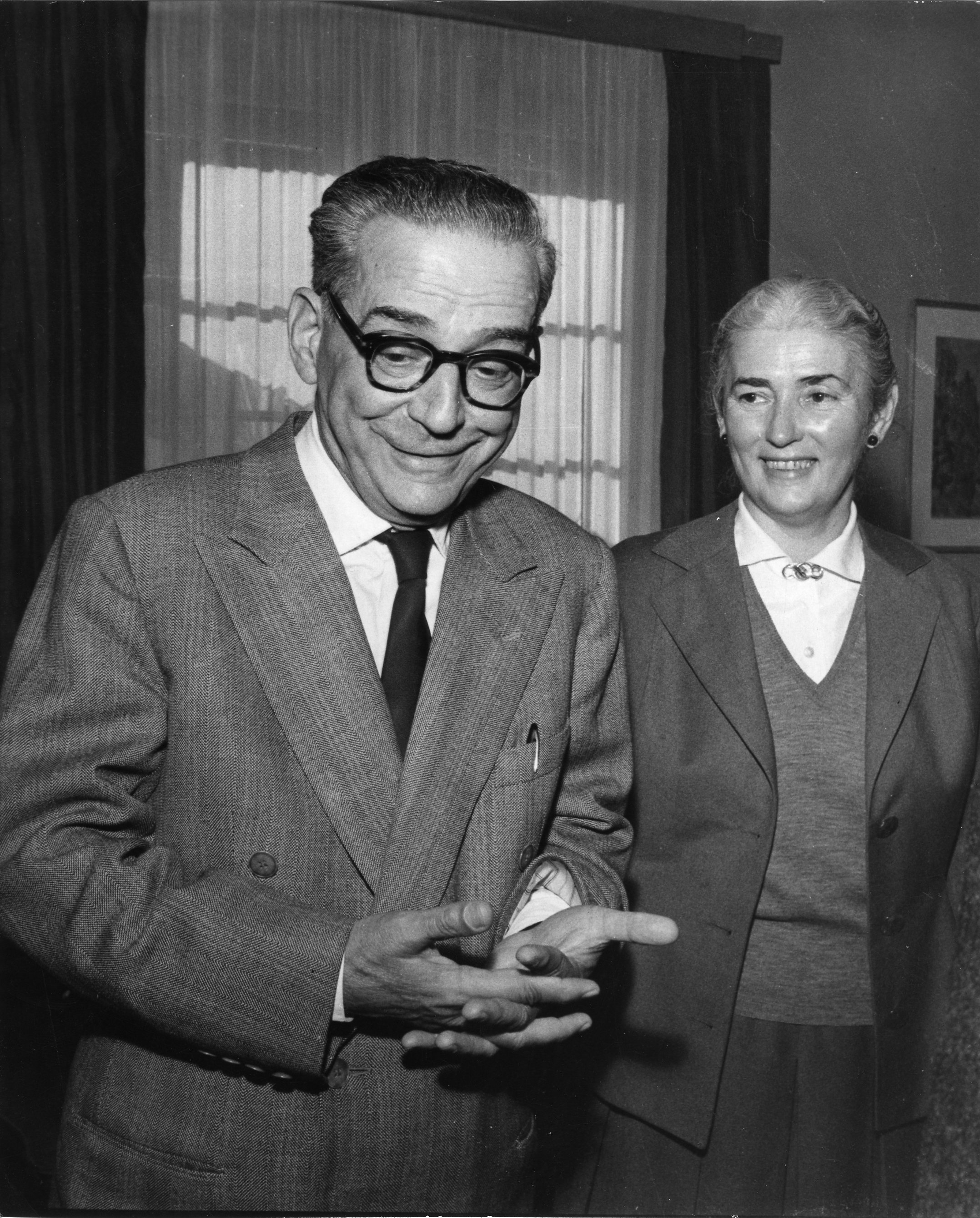
Ivo Andrić com sua esposa Milica, ao saber que havia ganhado o Prêmio Nobel de Literatura

A Bósnia e Herzegovina possui uma rica literatura, incluindo o vencedor do Prêmio Nobel de Literatura Ivo Andrić e poetas como Antun Branko Šimić, Aleksa Šantić, Jovan Dučić e Mak Dizdar, escritores como Zlatko Topčić, Meša Selimović, Semezdin Mehmedinović, Miljenko Jergović, Isak Samokovlija, Safvet-beg Bašagić, Abdulah Sidran, Petar Kočić, Aleksandar Hemon e Nedžad Ibrišimović.
O Teatro Nacional foi fundado em 1919 em Sarajevo e seu primeiro diretor foi o dramaturgo Branislav Nušić. Revistas como Novi Plamen ou Sarajevske sveske são algumas das publicações mais proeminentes que cobrem temas culturais e literários.
No final da década de 1950, as obras de Ivo Andrić já tinham sido traduzidas para várias línguas. Em 1958, a Associação de Escritores da Iugoslávia nomeou Andrić como seu primeiro candidato ao Prêmio Nobel de Literatura.

### Arte

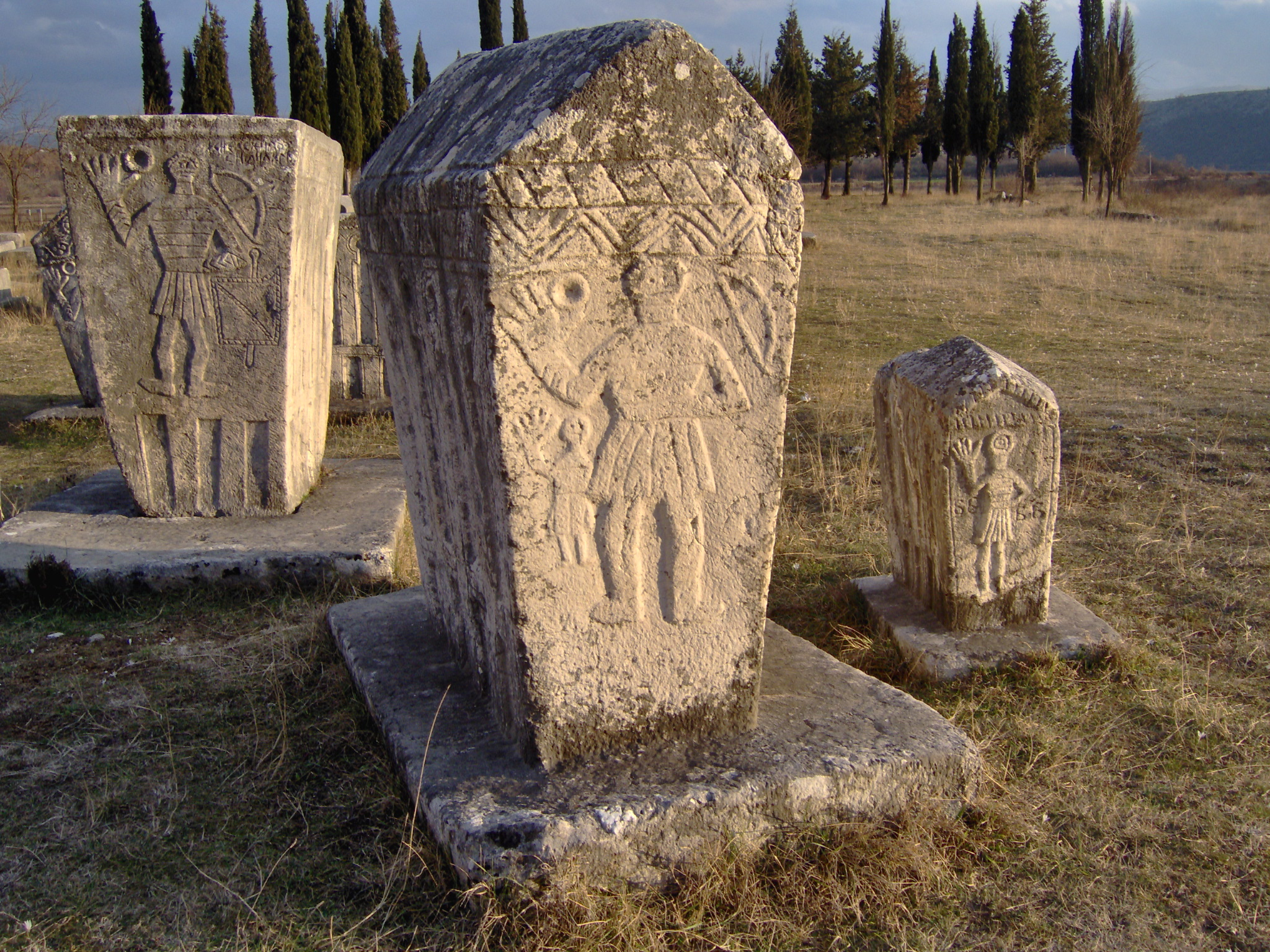
Stećak de Radimlja, perto de Stolac (século XIII)

A arte da Bósnia e Herzegovina esteve sempre em evolução, variando desde as lápides medievais originais chamadas Stećci até às pinturas da corte de Kotromanić. Vinte necrópoles stećak na Bósnia e Herzegovina foram adicionadas à Lista do Patrimônio Mundial da UNESCO em 2006. No entanto, foi somente com a chegada dos austro-húngaros que o renascimento da pintura na Bósnia realmente começou a florescer. Os primeiros artistas formados em academias europeias surgiram no início do século XX. Entre eles estão: Gabrijel Jurkić, Petar Šain, Roman Petrović e Lazar Drljača.
Após a Segunda Guerra Mundial, artistas como Mersad Berber e Safet Zec ganharam popularidade.
Em 2007, foi fundado em Sarajevo o Ars Aevi, um museu de arte contemporânea que inclui obras de artistas de renome mundial.

### Música

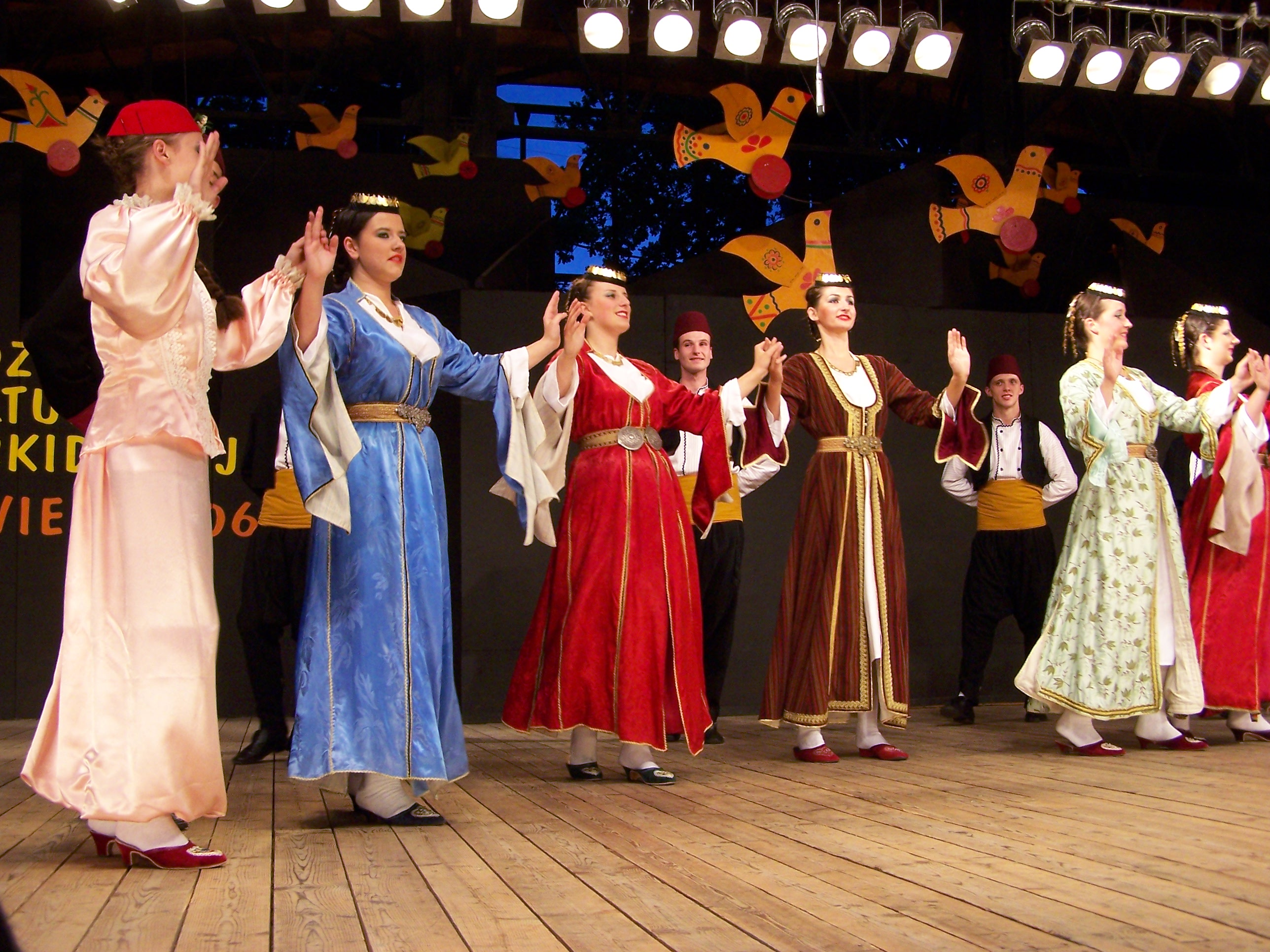
Bósnios dançando um kolo tradicional

As canções típicas da Bósnia são ganga, rera e a música eslava tradicional para danças folclóricas, como kolo, enquanto da era otomana a mais popular é Sevdalinka. A música pop e rock também tem tradição aqui, com músicos famosos como Dino Zonić, Goran Bregović, Davorin Popović, Kemal Monteno, Zdravko Čolić, Elvir Laković Laka, Edo Maajka, Hari Varešanović, Dino Merlin, Mladen Vojičić Tifa, Željko Bebek, etc. Outros compositores, como Đorđe Novković, Al' Dino, Haris Džinović, Kornelije Kovač, e muitas bandas de rock e pop, por exemplo, Bijelo Dugme, Crvena jabuka, Divlje jagode, Indexi, Plavi orkestar, Zabranjeno Pušenje, Ambasadori, Dubioza kolektiv, que estavam entre os principais da antiga Iugoslávia. A Bósnia é o lar do compositor Dušan Šestić, criador do hino nacional da Bósnia e Herzegovina e pai da cantora Marija Šestić, do músico de jazz, educador e embaixador do jazz bósnio Sinan Alimanović, do compositor Saša Lošić e do pianista Saša Toperić. Nas aldeias, especialmente na Herzegovina, bósnios, sérvios e croatas tocam o antigo gusle. O gusle é usado principalmente para recitar poemas épicos em um tom geralmente dramático.
Provavelmente a música mais distinta e identificável como “bósnia”, a sevdalinka é um tipo de canção folclórica emocional e melancólica que frequentemente descreve temas tristes, como amor e perda, a morte de uma pessoa querida ou desgosto amoroso. As sevdalinkas eram tradicionalmente tocadas com um saz, um instrumento de cordas turco, que mais tarde foi substituído pelo acordeão. No entanto, o arranjo mais moderno é tipicamente um vocalista acompanhado pelo acordeão, juntamente com tambores, contrabaixo, guitarras, clarinetes e violinos.

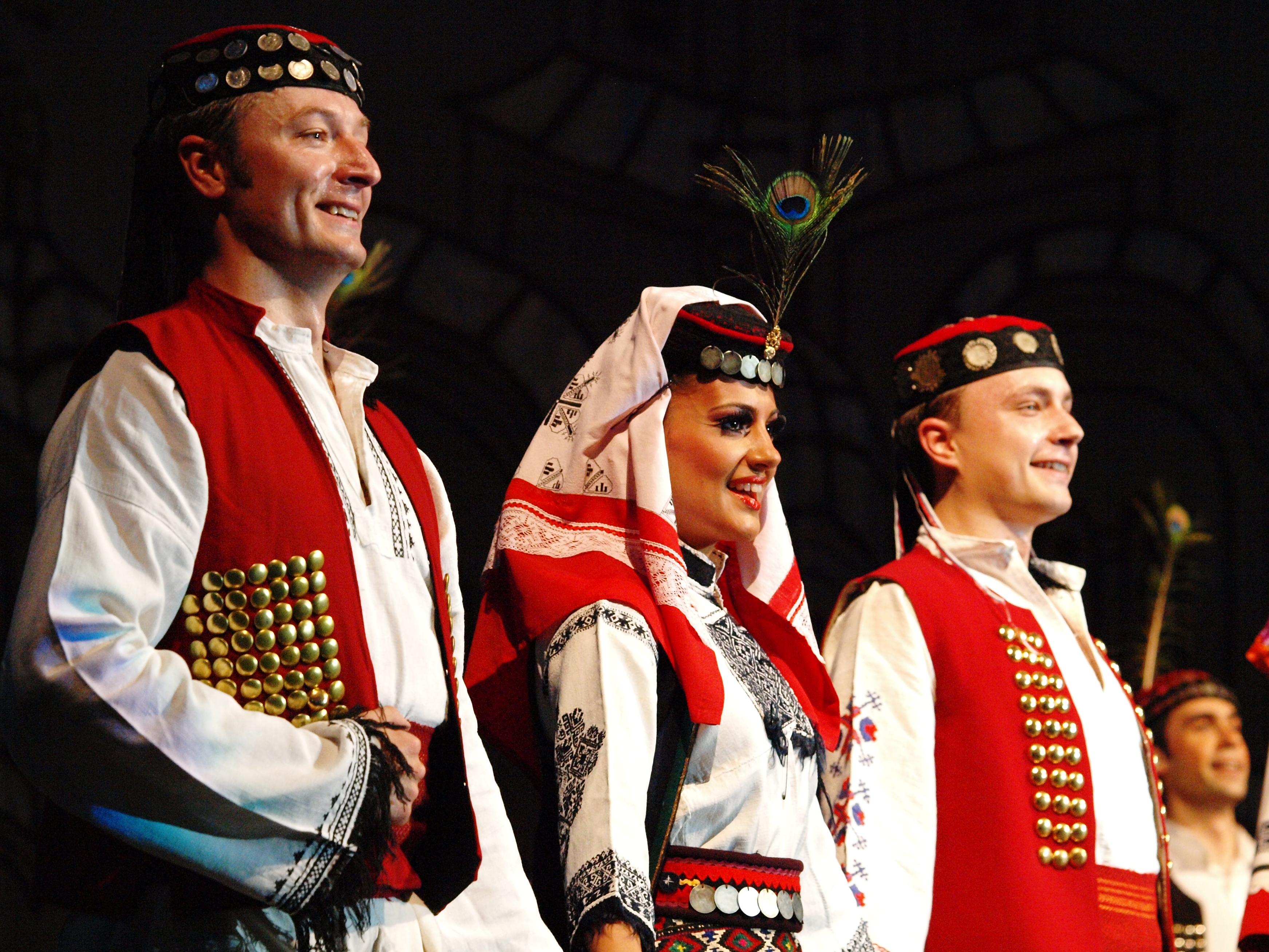
Sérvios da Bosanska Krajina em trajes tradicionais

As tradições folclóricas rurais na Bósnia e Herzegovina incluem os estilos gritados e polifônicos ganga e “ravne pjesme” (canção plana), bem como instrumentos como a gaita de foles sem bordão, a flauta de madeira e a šargija. O gusle, um instrumento encontrado em toda a região dos Balcãs, também é usado para acompanhar antigos poemas épicos eslavos. Há também canções folclóricas bósnias na língua ladino, derivadas da população judaica da região.
A música tradicional bósnia teve origem na Bósnia Central, Posavina, vale do Drina e Kalesija. É geralmente interpretada por cantores acompanhados por dois violinistas e um tocador de šargija. Estas bandas surgiram pela primeira vez por volta da Primeira Guerra Mundial e tornaram-se populares na década de 1960. Esta é a terceira música mais antiga, depois da Sevdalinka e da ilahija. Pessoas autodidatas, na maioria com dois ou três membros, escolhem diferentes instrumentos antigos, principalmente violino, saco, saz, tambores, flautas (zurle) ou flauta de madeira, como outros já chamaram, os intérpretes originais da música bósnia que não podem ser escritos em notas, transmitidos de ouvido de geração em geração, a família é geralmente hereditária. Acredita-se que tenha sido trazida da tribo Persia-Kalesi, que se estabeleceu na área dos atuais vales Sprečanski e, portanto, provavelmente o nome Kalesija. Nesta parte da Bósnia, é a mais comum. Este tipo de música era apreciado por todos os três povos da Bósnia, bósnios, sérvios e croatas, e contribuiu muito para reconciliar as pessoas, socializando, entretenimento e outras organizações através de festivais. Em Kalesija, ela é mantida todos os anos com a música do Festival Original da Bósnia.

### Cinema e teatro
Sarajevo é internacionalmente conhecida pela sua seleção eclética e diversificada de festivais. O Festival de Cinema de Sarajevo foi criado em 1995, durante a Guerra da Bósnia, e tornou-se o principal e maior festival de cinema dos Balcãs e do Sudeste Europeu.
A Bósnia possui um rico patrimônio cinematográfico, que remonta ao Reino da Iugoslávia; muitos cineastas bósnios alcançaram proeminência internacional e alguns ganharam prêmios internacionais, desde o Óscar até várias Palmas de Ouro e Ursos de Ouro. Alguns roteiristas, diretores e produtores bósnios notáveis são Danis Tanović (conhecido pelo filme No Man's Land, vencedor do Óscar e do Globo de Ouro em 2001, e pelo filme Death in Sarajevo, vencedor do Grande Prêmio do Júri do Urso de Prata em 2016), Jasmila Žbanić (vencedora do Urso de Ouro, indicada ao Óscar e ao BAFTA pelo filme Quo Vadis, Aida?, de 2020), Emir Kusturica (vencedor de duas Palmas de Ouro em Cannes), Zlatko Topčić, Ademir Kenović, Ahmed Imamović, Pjer Žalica, Aida Begić, etc.

### Culinária

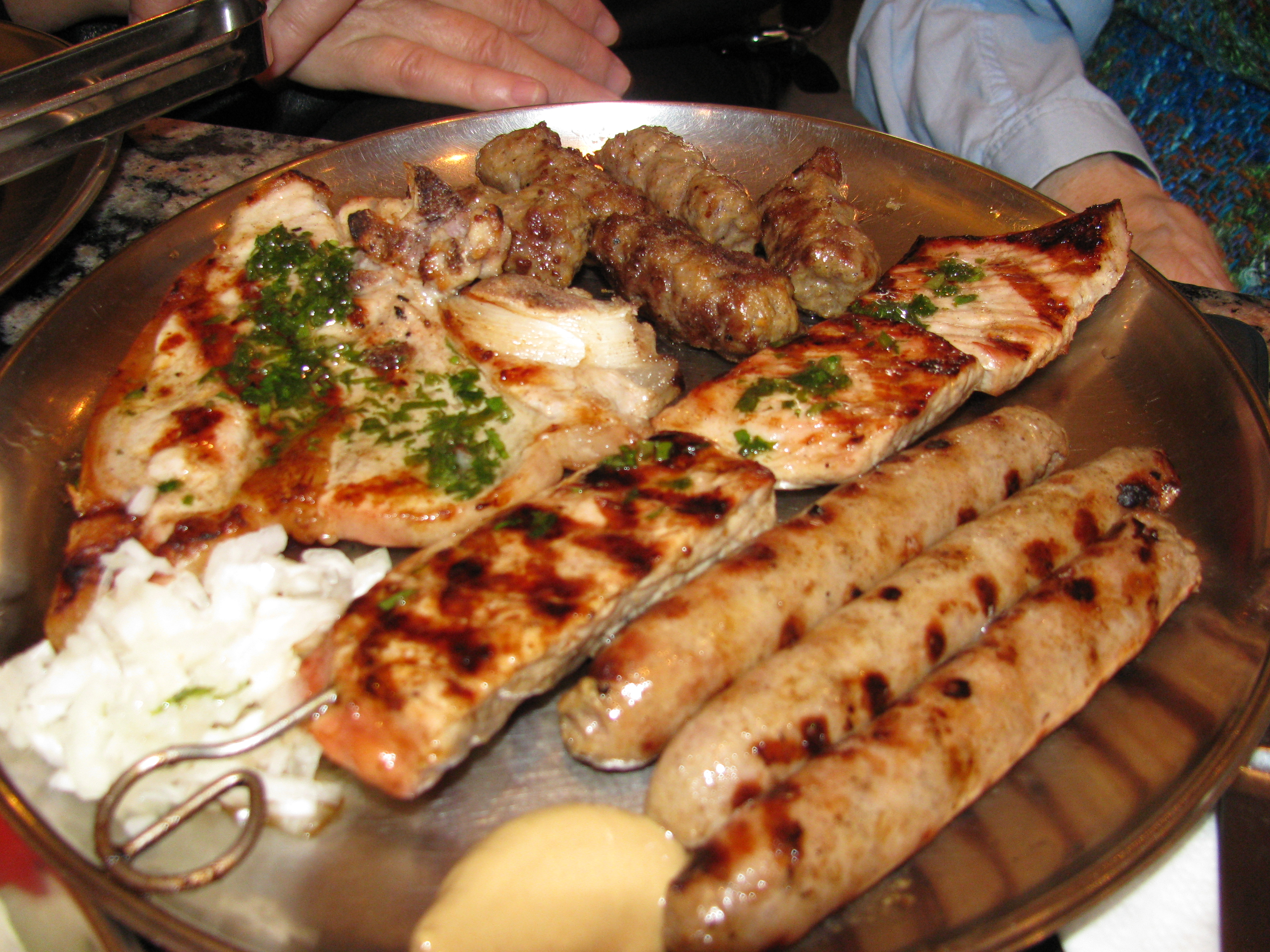
Prato de carne bósnio que contém, entre outras coisas, ćevapi, considerado o prato nacional da Bósnia e Herzegovina.

A culinária bósnia utiliza muitas especiarias, em quantidades moderadas. A maioria dos pratos é leve, pois são cozidos; os molhos são totalmente naturais, consistindo em pouco mais do que os sucos naturais dos vegetais do prato. Os ingredientes típicos incluem tomates, batatas, cebolas, alho, pimentões, pepinos, cenouras, repolho, cogumelos, espinafre, abobrinha, feijão seco, feijão fresco, ameixas, leite, páprica e creme chamado pavlaka. A culinária bósnia é equilibrada entre influências ocidentais e orientais. Como resultado da administração otomana por quase 500 anos, a comida bósnia está intimamente relacionada com a culinária turca, grega e outras culinárias otomanas e mediterrâneas. No entanto, devido aos anos de domínio austríaco, há muitas influências da Europa Central. Os pratos típicos de carne incluem principalmente carne bovina e cordeiro. Algumas especialidades locais são ćevapi, burek, dolma, sarma, pilav, goulash, ajvar e toda uma variedade de doces orientais. Ćevapi é um prato grelhado de carne picada, um tipo de kebab, popular na antiga Iugoslávia e considerado um prato nacional na Bósnia e Herzegovina e na Sérvia. Os vinhos locais provêm da Herzegovina, onde o clima é propício ao cultivo de uvas. A loza da Herzegovina (semelhante à grappa italiana, mas menos doce) é muito popular. As bebidas alcoólicas de ameixa (rakija) ou maçã (jabukovača) são produzidas no norte. No sul, as destilarias costumavam produzir grandes quantidades de conhaque e abastecer todas as fábricas de álcool da ex-Iugoslávia (o conhaque é a base da maioria das bebidas alcoólicas).
Os cafés, onde o café bósnio é servido em džezva com rahat lokum e cubos de açúcar, são comuns em Sarajevo e em todas as cidades do país. Beber café é um dos passatempos favoritos dos bósnios e faz parte da cultura. A Bósnia e Herzegovina é o nono país do mundo em consumo per capita de café.

### Esportes

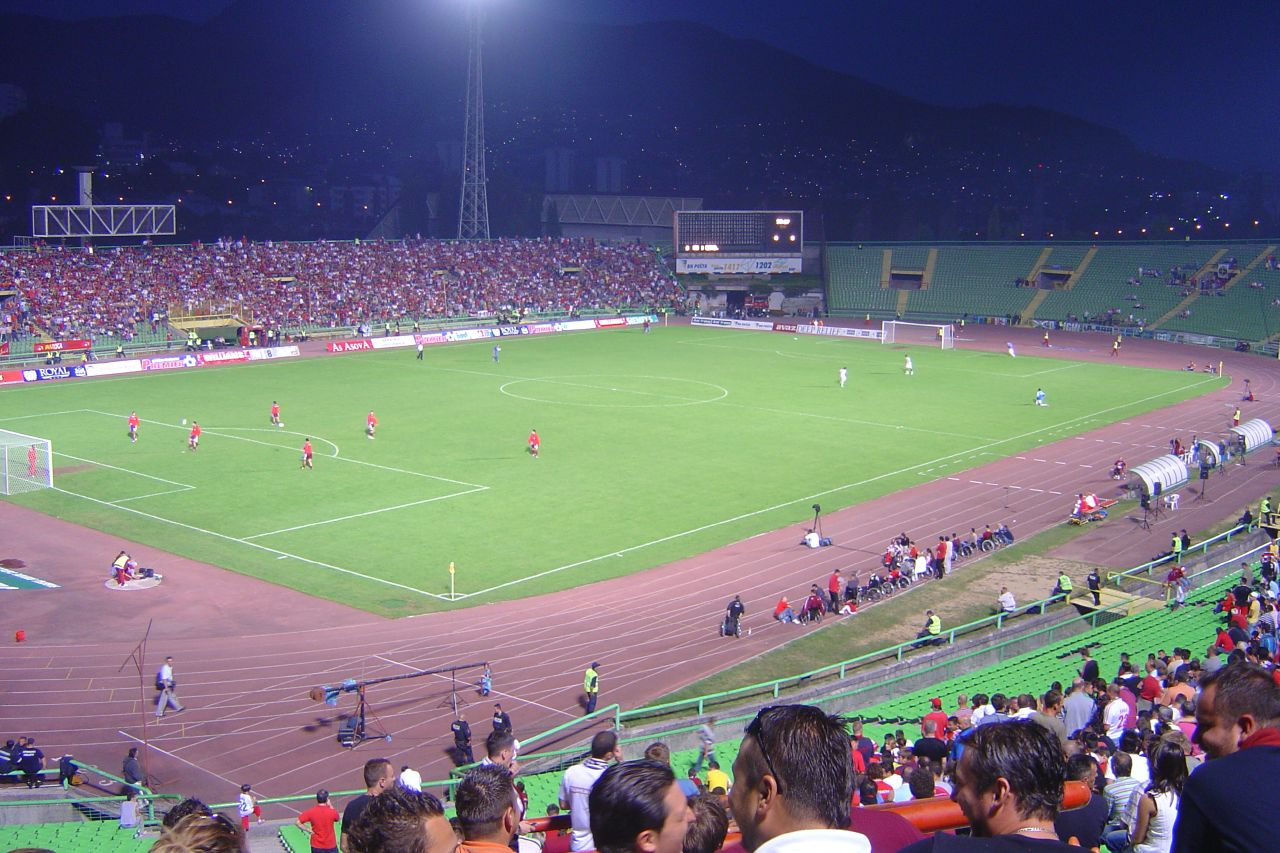
O Estádio Asim Ferhatović Hase, em Sarajevo, sediou a cerimônia de abertura dos Jogos Olímpicos de Inverno de 1984.

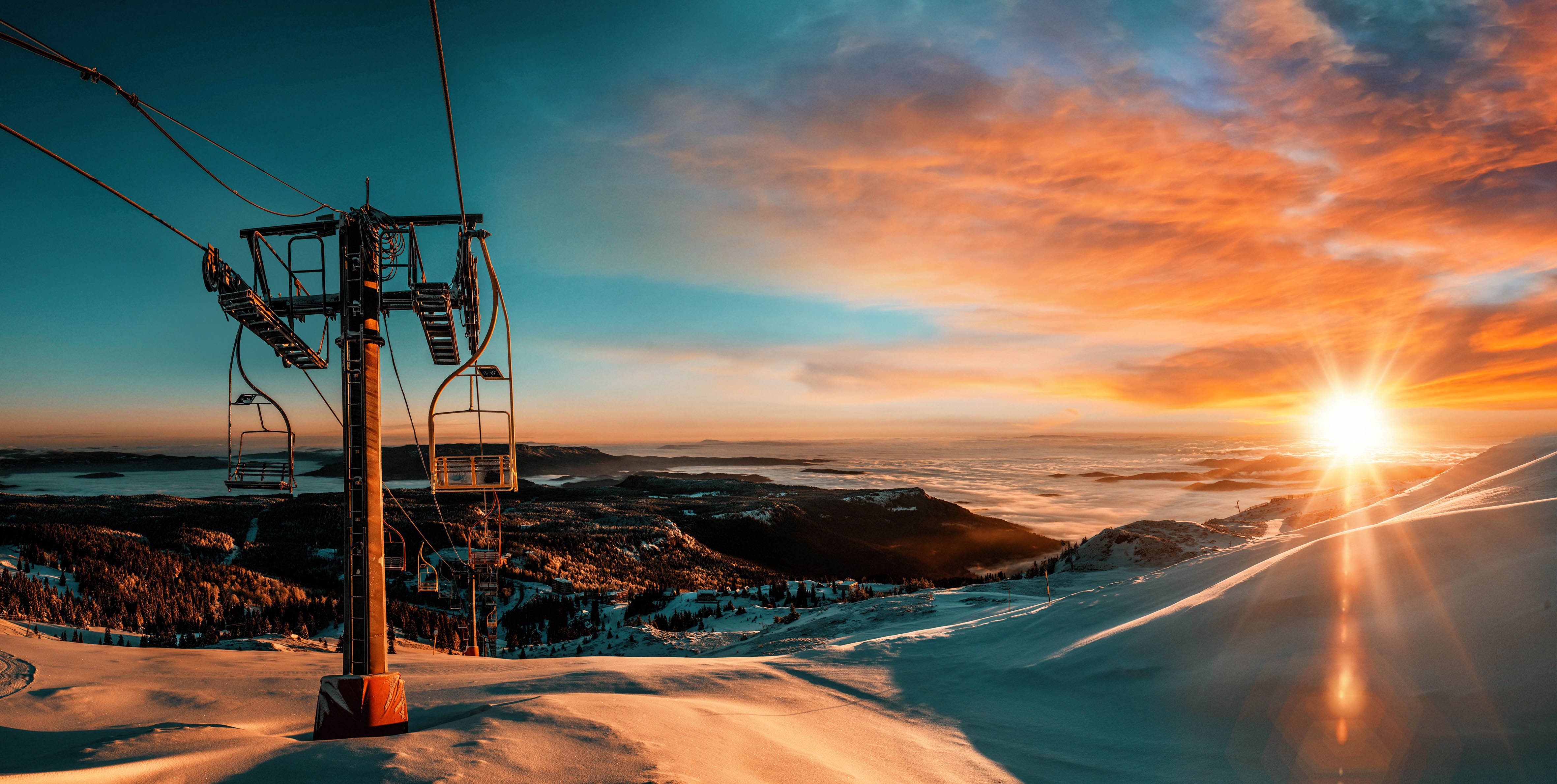
A estação de esqui Jahorina, sede dos Jogos Olímpicos de Inverno de 1984, é a maior e mais popular estação de esqui da Bósnia e Herzegovina.

A Bósnia e Herzegovina produziu muitos atletas. O evento esportivo internacional mais importante na história da Bósnia e Herzegovina foi a 14ª Olimpíada de Inverno, realizada em Sarajevo de 7 a 19 de fevereiro de 1984.
O clube de handebol Borac ganhou sete Campeonatos Iugoslavos de Handebol, bem como a Copa da Europa em 1976 e a Copa da Federação Internacional de Handebol em 1991.
Amel Mekić, judoca bósnio, tornou-se campeão europeu em 2011. O atleta de atletismo Amel Tuka conquistou medalhas de bronze e prata nos 800 metros nos Campeonatos Mundiais de Atletismo da IAAF de 2015 e 2019, e Hamza Alić conquistou a medalha de prata no lançamento do peso nos Campeonatos Europeus de Atletismo em Pista Coberta de 2013.
O clube de basquete Bosna Royal, de Sarajevo, foi campeão europeu em 1979. A seleção masculina de basquete da Iugoslávia, que conquistou medalhas em todos os campeonatos mundiais de 1963 a 1990, contava com jogadores bósnios como Dražen Dalipagić e Mirza Delibašić, membros do Hall da Fama da FIBA. A Bósnia e Herzegovina se classifica regularmente para o Campeonato Europeu de Basquete, com jogadores como Mirza Teletović, Nihad Đedović e Jusuf Nurkić. A seleção sub-16 da Bósnia e Herzegovina conquistou duas medalhas de ouro em 2015, vencendo tanto o Festival Olímpico Europeu da Juventude de Verão de 2015 quanto o Campeonato Europeu Sub-16 da FIBA de 2015.
O clube de basquetebol feminino Jedinstvo Aida, de Tuzla, venceu o Campeonato Europeu de Clubes Femininos em 1989 e a final da Taça Ronchetti em 1990, liderado por Razija Mujanović, três vezes melhor jogadora de basquetebol europeia, e Mara Lakić.
A equipe de xadrez da Bósnia foi campeã da Iugoslávia sete vezes, além do clube ŠK Bosna ter vencido quatro Copas Europeias de Clubes de Xadrez. O grande mestre de xadrez Borki Predojević também venceu dois Campeonatos Europeus. O sucesso mais impressionante do xadrez bósnio foi o segundo lugar na 31ª Olimpíada de Xadrez em 1994, em Moscou, com os grandes mestres Predrag Nikolić, Ivan Sokolov e Bojan Kurajica.
O pugilista de peso médio Marijan Beneš venceu vários campeonatos da Bósnia e Herzegovina, campeonatos da Iugoslávia e o Campeonato Europeu. Em 1978, ele conquistou o título mundial contra Elisha Obed, das Bahamas.

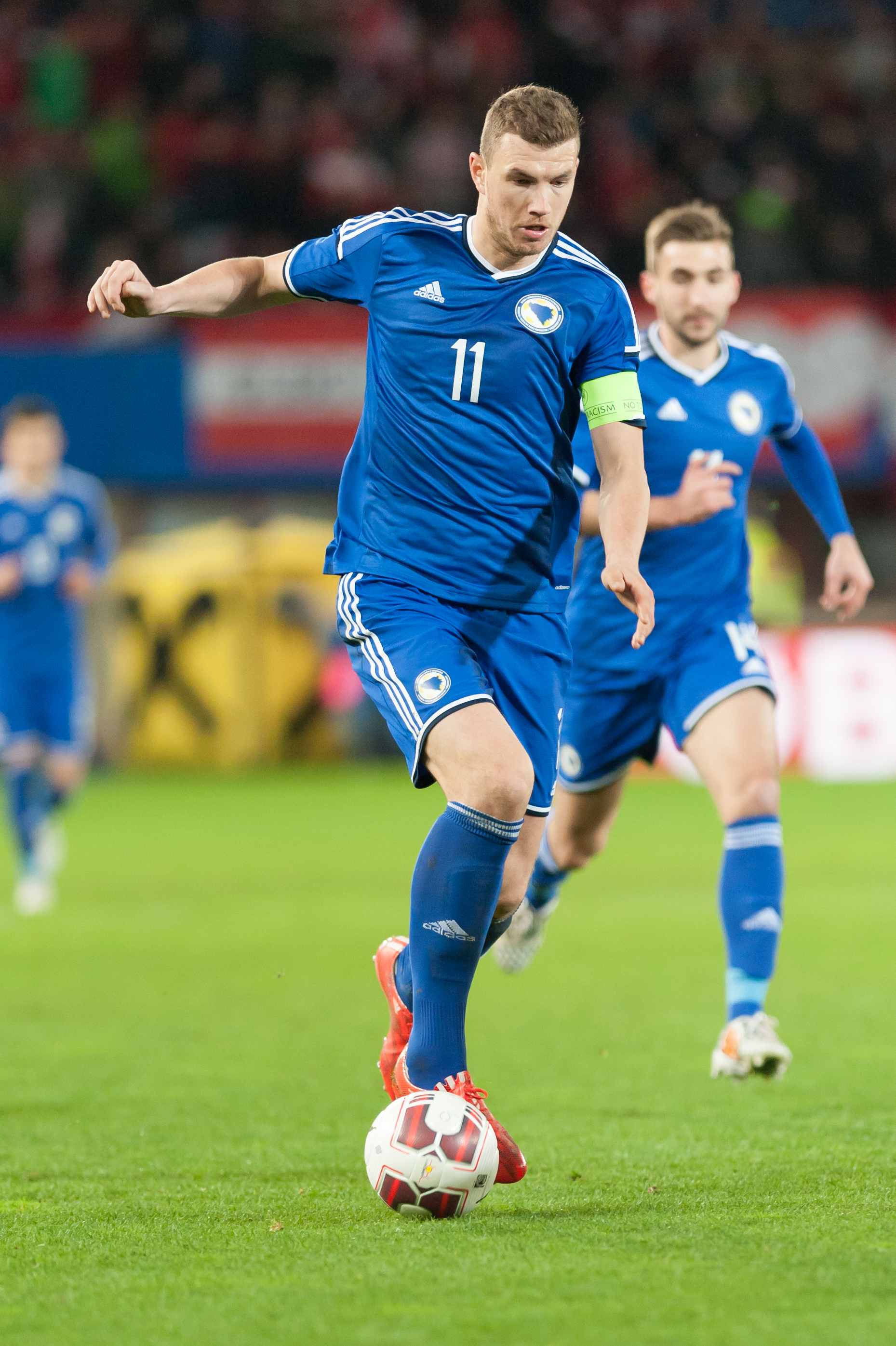
Edin Džeko jogando pela Bósnia e Herzegovina em 2015

O futebol é o esporte mais popular na Bósnia e Herzegovina. Ele surgiu em 1903, mas sua popularidade cresceu significativamente após a Primeira Guerra Mundial. Os clubes bósnios FK Sarajevo e Željezničar venceram o Campeonato Iugoslavo, enquanto a seleção iugoslava de futebol incluía jogadores bósnios de todas as origens étnicas e gerações, como Safet Sušić, Zlatko Vujović, Mehmed Baždarević, Davor Jozić, Faruk Hadžibegić, Predrag Pašić, Blaž Slišković, Vahid Halilhodžić, Dušan Bajević, Ivica Osim, Josip Katalinski, Tomislav Knez, Velimir Sombolac e muitos outros. A seleção nacional de futebol da Bósnia e Herzegovina disputou a Copa do Mundo da FIFA 2014, seu primeiro grande torneio. Os jogadores da equipe incluem novamente jogadores notáveis de todas as origens étnicas do país, como os capitães de então e de agora Emir Spahić, Zvjezdan Misimović e Edin Džeko, defensores como Ognjen Vranješ, Sead Kolašinac e Toni Šunjić, meio-campistas como Miralem Pjanić e Senad Lulić, o atacante Vedad Ibišević, etc. Entre os ex-jogadores de futebol bósnios está Hasan Salihamidžić, que se tornou o segundo bósnio a conquistar o troféu da Liga dos Campeões da UEFA, depois de Elvir Baljić. Ele fez 234 partidas e marcou 31 gols pelo clube alemão FC Bayern de Munique. Sergej Barbarez, que jogou por vários clubes da Bundesliga alemã, incluindo Borussia Dortmund, Hamburger SV e Bayer Leverkusen, foi o artilheiro da temporada 2000-01 da Bundesliga com 22 gols. Meho Kodro passou a maior parte de sua carreira jogando na Espanha, principalmente pelo Real Sociedad e FC Barcelona. Elvir Rahimić fez 302 partidas pelo clube russo CSKA Moscou, com o qual venceu a Copa da UEFA em 2005. Milena Nikolić, membro da seleção feminina, foi a artilheira da Liga dos Campeões Feminina da UEFA 2013-14.
A Bósnia e Herzegovina foi campeã mundial de voleibol nos Jogos Paraolímpicos de Verão de 2004 e nos Jogos Paraolímpicos de Verão de 2012. Muitos dos membros da equipe perderam as pernas na Guerra da Bósnia. Sua seleção nacional de voleibol sentado é uma das forças dominantes no esporte em todo o mundo, tendo conquistado nove Campeonatos Europeus, três Campeonatos Mundiais e duas medalhas de ouro paraolímpicas.
O tênis também está ganhando muita popularidade após os recentes sucessos de Damir Džumhur e Mirza Bašić no Grand Slam de tênis. Outros tenistas notáveis que representaram a Bósnia e Herzegovina são Tomislav Brkić, Amer Delić e Mervana Jugić-Salkić.